# Clima de Venezuela

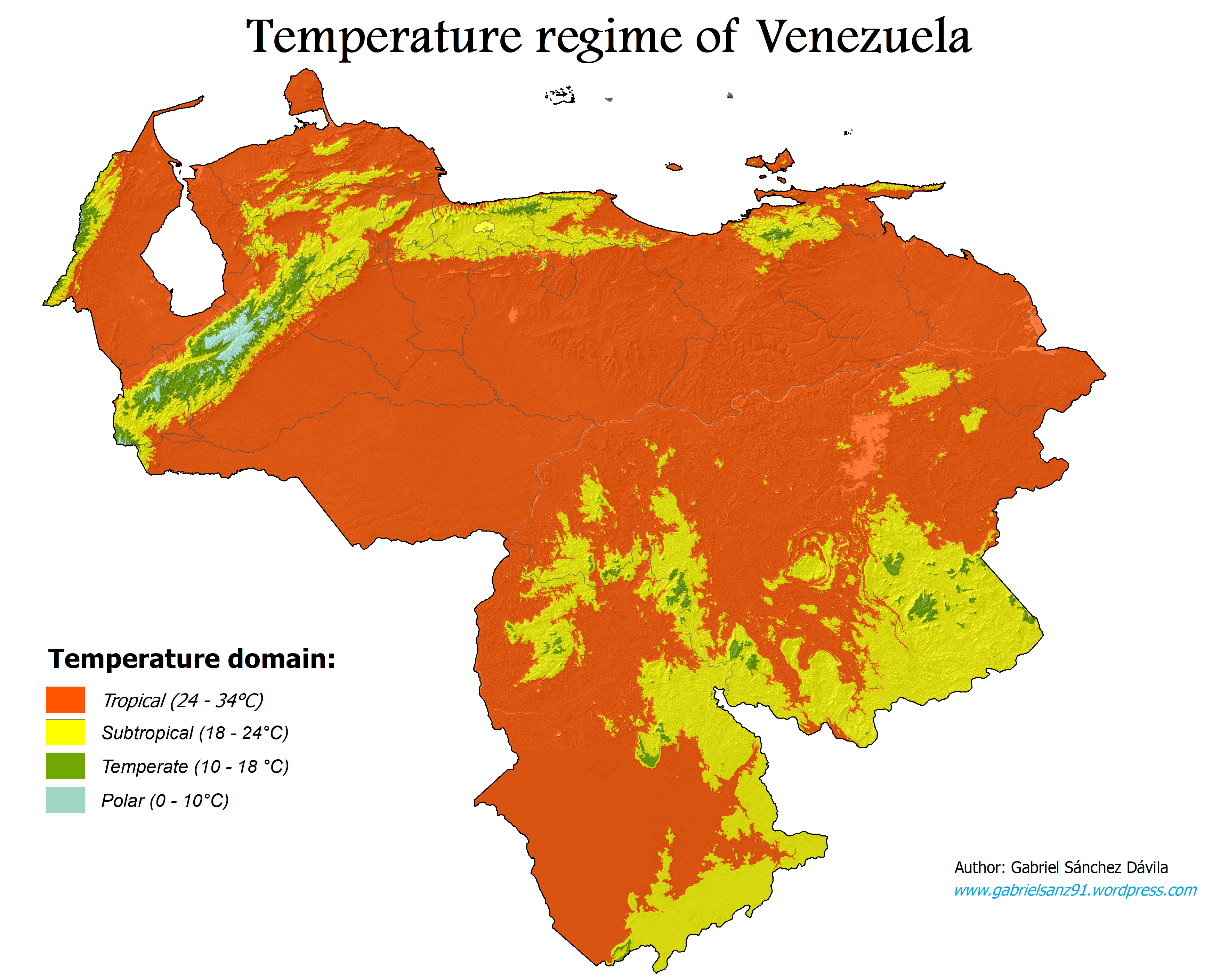
Regímenes de temperatura de Venezuela

Debido a encontrarse en la zona intertropical, el clima de Venezuela es cálido y lluvioso en general, pero, debido a la orografía, la dirección dominante de los vientos, la disposición de las alineaciones (respecto a las corrientes marinas y acuáticas los vientos  del sur), se presentan en varios tipos climáticos que son casi lo mismo que se pueden encontrar en las grandes y pequeñas latitudes intertropicales. La latitud ejerce una escasa influencia sobre el clima venezolano, pero la altitud lo cambia drásticamente, sobre todo en lo que se refiere a la temperatura, alcanzando valores muy diferentes de acuerdo con la presencia de los distintos pisos térmicos.
La temperatura media anual se reduce solamente con la altitud, como por ejemplo en Los Teques (situada a 1300 m s. n. m.) que, con sus 17 °C de promedio anual, contrasta con los pueblos y ciudades ubicados a escasa altitud, los cuales superan los 27 o 28 °C de media anual, aunque la amplitud anual es muy escasa en todo el país (nunca supera los 4 °C de diferencia), por lo que en Venezuela se denomina invierno al período que corresponde a la época de lluvias o las temperaturas nocturnas y no las temperaturas medias mensuales.

## Factores que influyen sobre el clima
Dos factores fundamentales afectan el clima de Venezuela: los vientos del norte, que producen humedad a las costas del país, y el paso anual del sol, el cual afecta la circulación atmosférica general. La influencia del mar incide también en las variables del clima, aunque constituye un factor de menor importancia que la altitud, así en las zonas costeras las temperaturas máximas son altas, pero no tanto como en los Llanos en lugares localizados en el interior. Tanto en los Llanos como en la Guayana venezolana los efectos de la continentalidad inciden en amplitudes térmicas diarias más altas (poco más de 10 °C) con respecto a la costa (que no suelen ser superiores a 8 °C de media por lo general). Aunque en cualquier caso, todo el territorio nacional las amplitudes térmicas anuales son insignificantes (nunca superiores a los 4 °C).

## Climogramas
Estos climogramas muestran las variaciones climáticas en algunas localidades venezolanas representativas.

## Zonas climáticas según Köppen

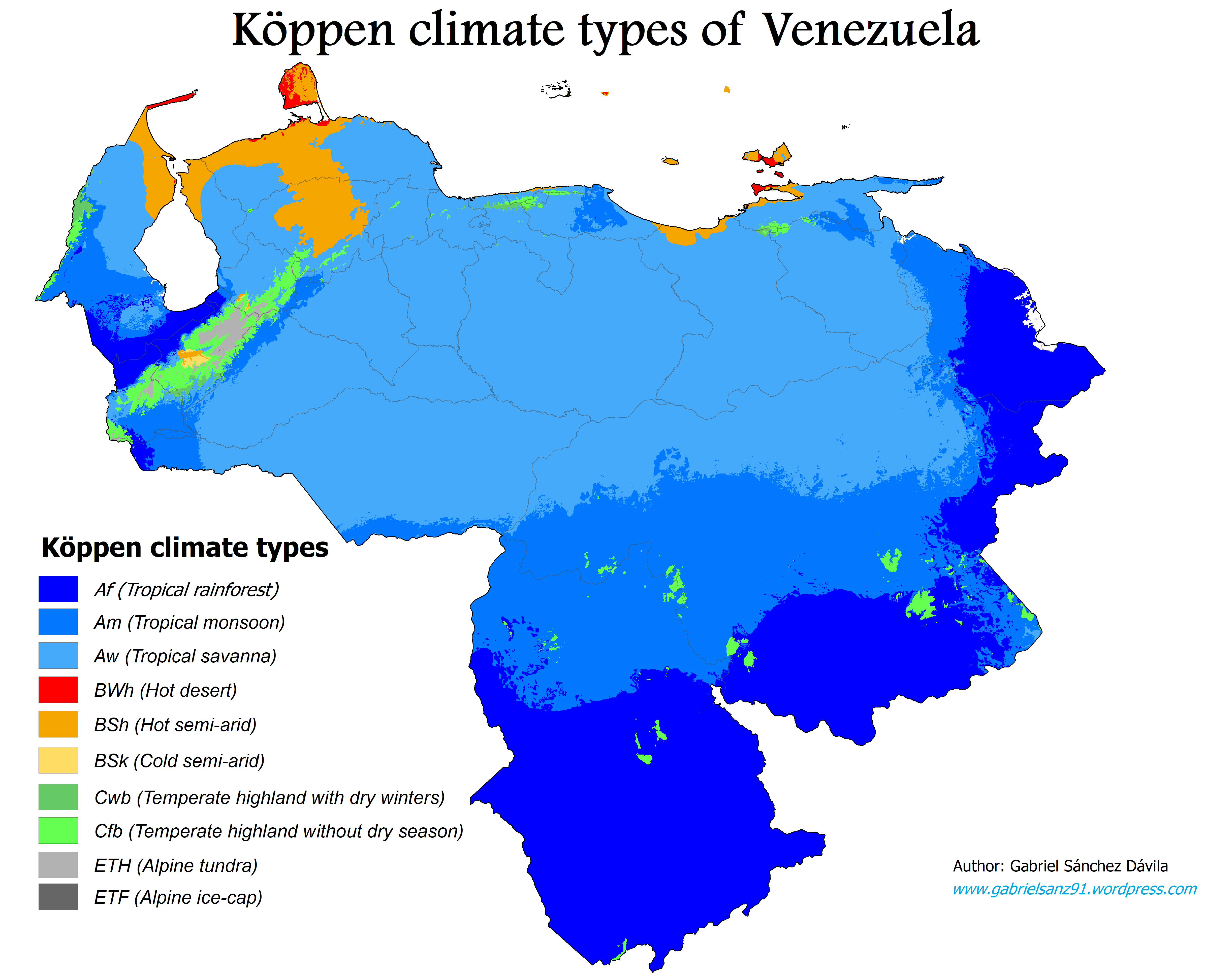
Mapa de clasificación climática de Köppen de Venezuela

Según la Clasificación climática de Köppen, los tipos de clima en Venezuela son:

### Grupo A: Climas tropicales
Es el clima más prevalente y característico del país. Mantiene temperaturas por encima de los 18 grados Celsius (64,4 °F) y lluvias la mayor parte del año:
- Clima de sabana tropical (Aw) Se encuentra en todo el país, dominando los Llanos y la región norte de Guayana, así como otras partes del país. Es seco entre diciembre y marzo, con lluvias anuales entre 600 y 1,500 mm.

- Clima monzónico tropical (Am) Está ubicado en la Región de Guayana, Delta del Orinoco, oeste de Zulia, estribaciones de los Andes y la Cordillera de la Costa, Península de Paria y región de Barlovento; con lluvias entre 1,600 y 2,500 mm anuales y una sequía de solo 45 días.

- Clima ecuatorial (Af) Se localiza en el sur de Venezuela, Delta del Orinoco, área de El Tamá al oeste de Venezuela, y al sur del Lago de Maracaibo. Las lluvias superan los 2,500 mm, sin tendencia a la estación seca.

Climas tropicales de Venezuela
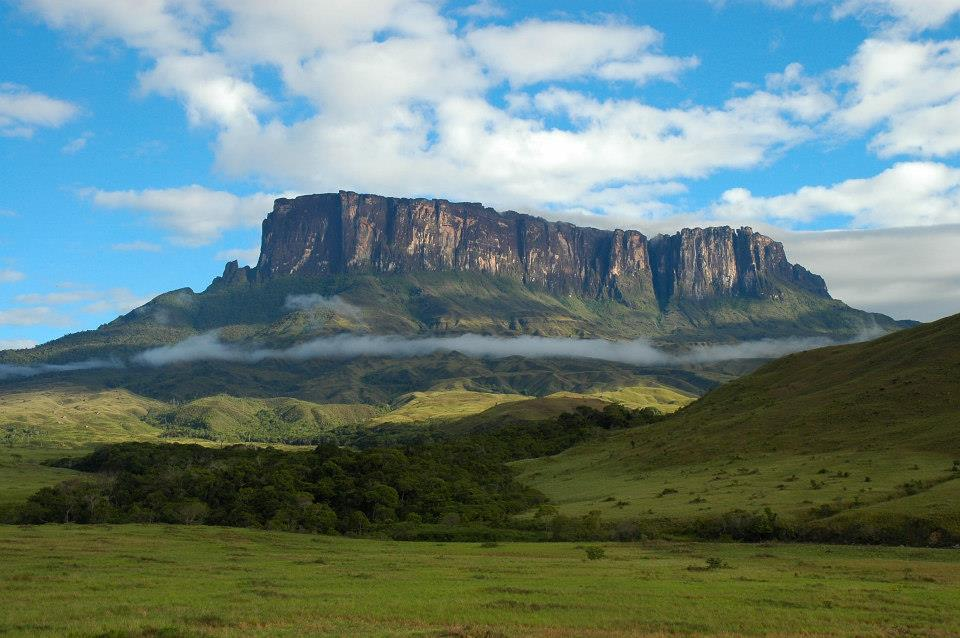
Clima de sabana tropical en la Gran Sabana
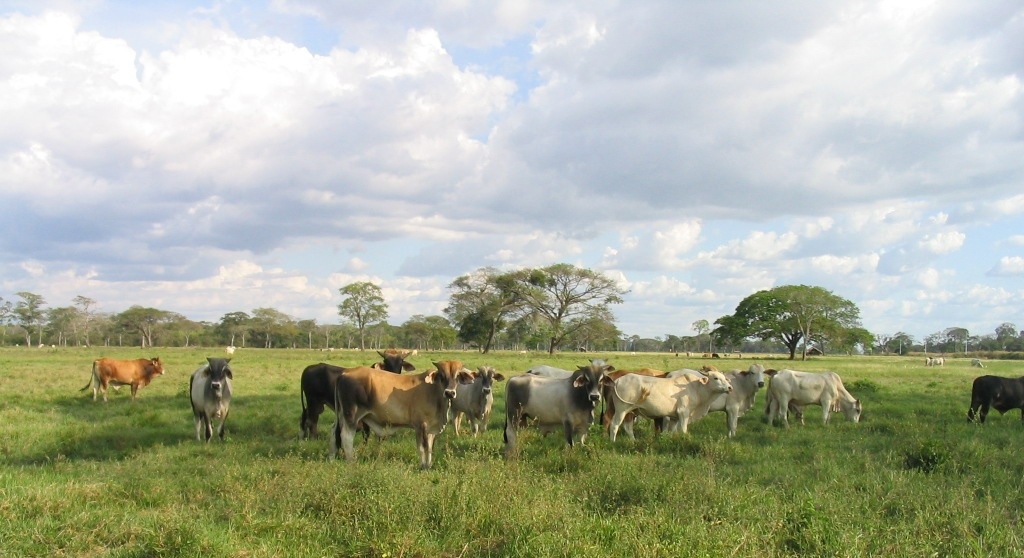
Clima de sabana tropical en los Llanos
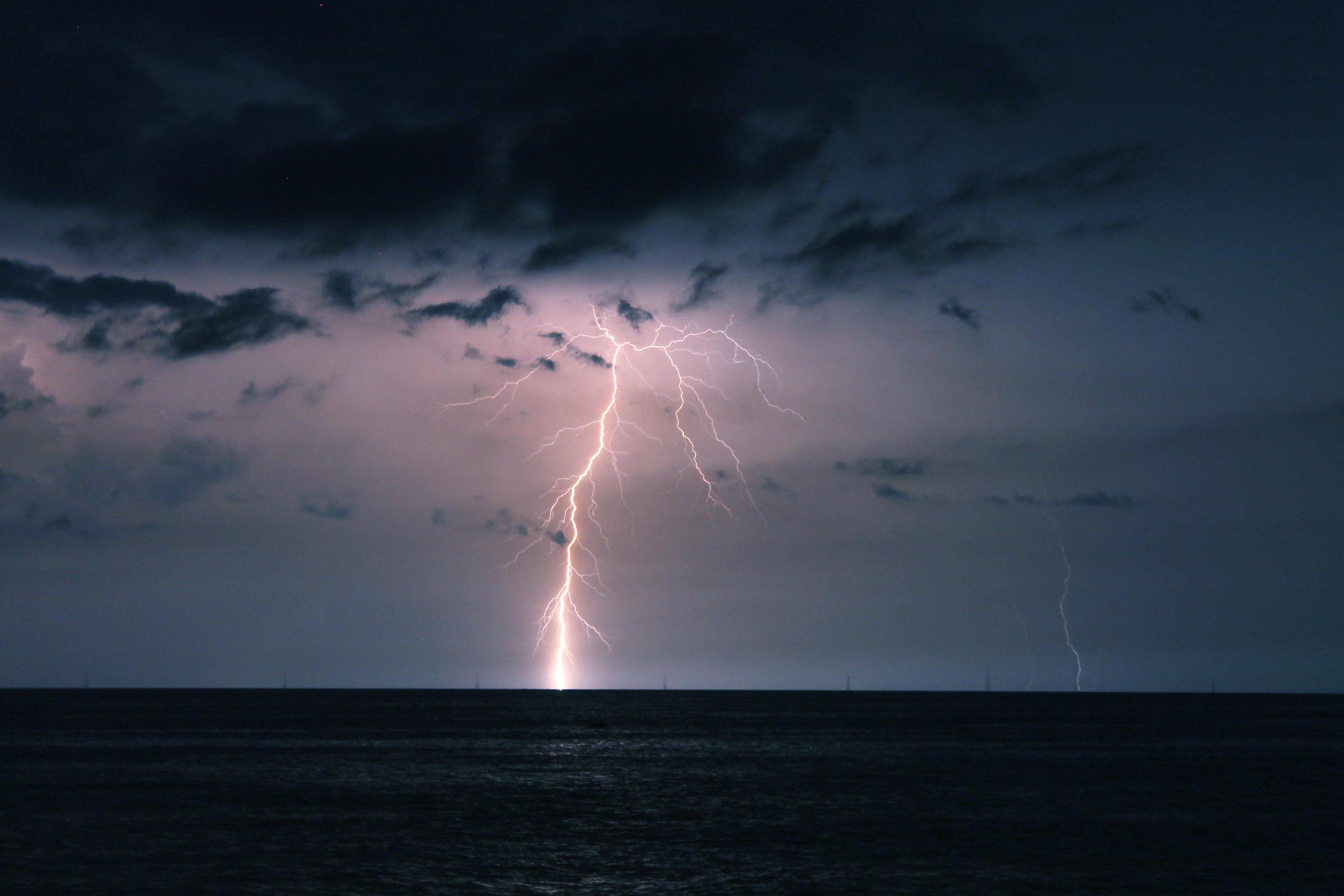
Clima monzónico tropical en el Sur del Lago
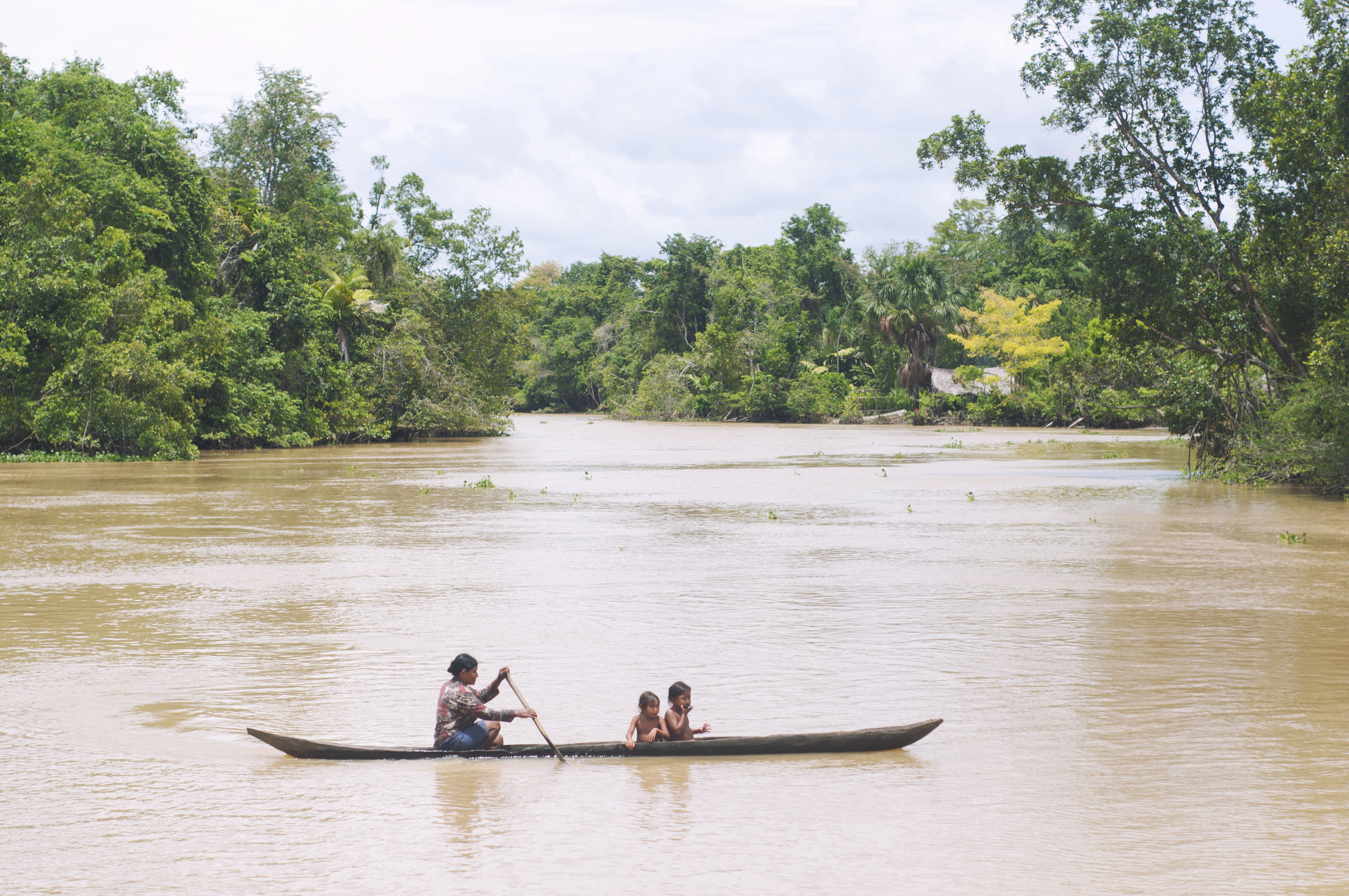
Clima ecuatorial en la Península de Paria

### Grupo B: Climas secos
Este tipo de clima se caracteriza por la evaporación que excede la precipitación. En Venezuela es típico de las zonas desérticas y áridas costeras, con temperaturas anuales por encima de los 18 °C. El tipo semiárido frío (estepario) se encuentra en las porciones elevadas de valles andinos, donde la temperatura promedio anual es menor a 18 °C.
- Clima desértico cálido (BWh) Se encuentra en la Península de la Guajira, Península de Paraguaná, Península de Araya y la mayor parte de la región insular.

- Clima semiárido cálido (BSh) Ubicado en el norte del estado Zulia, gran parte del área del estado Lara y Falcón, la zona costera, la región insular y algunas áreas semiáridas en los Andes venezolanos.

- Clima semiárido frío-estepario (BSk) Se encuentra confinado a las zonas templadas de los altos valles andinos de la Cordillera de Mérida.

Climas secos de Venezuela
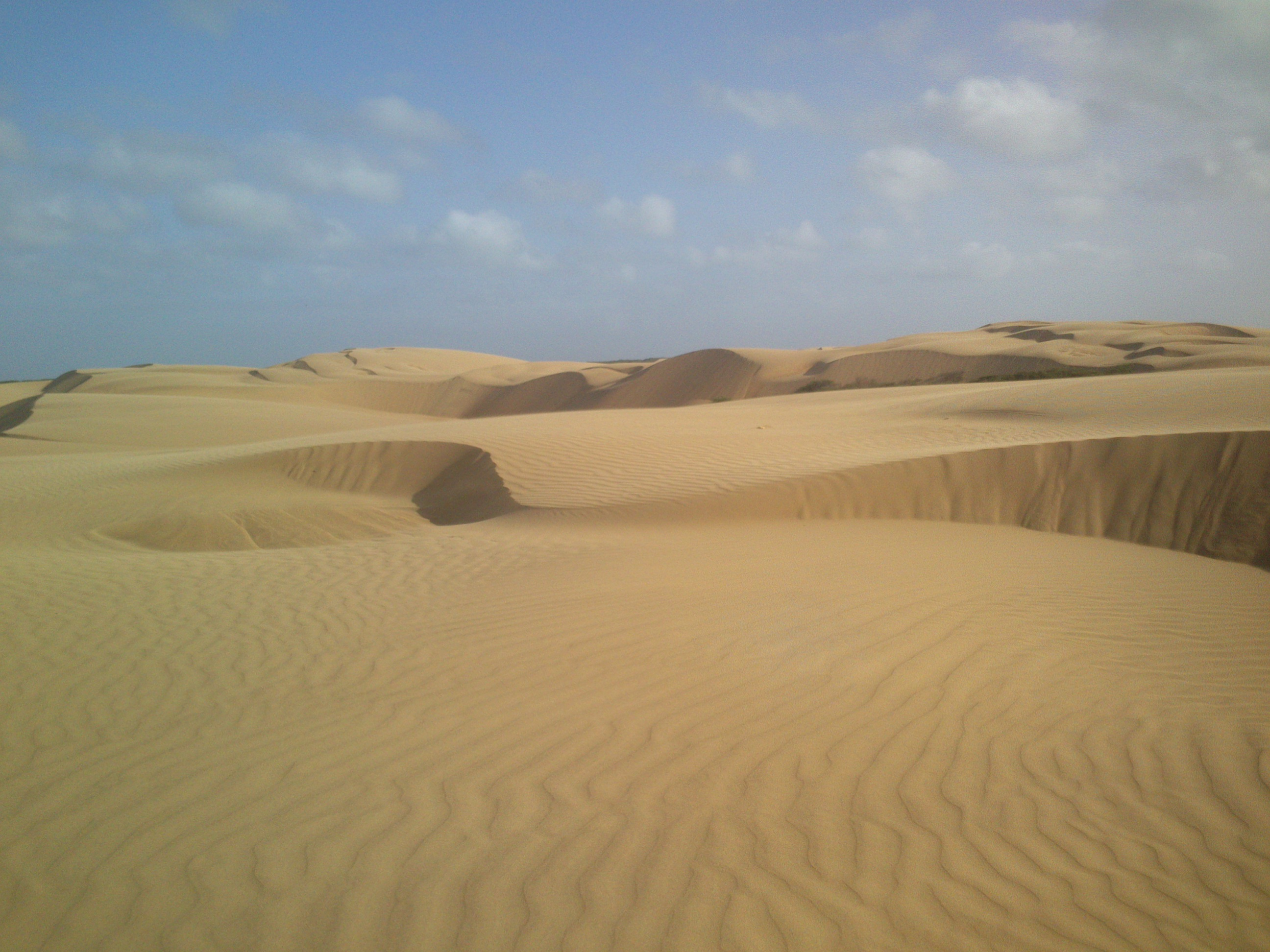
Clima desértico cálido en el Parque Nacional Médanos de Coro
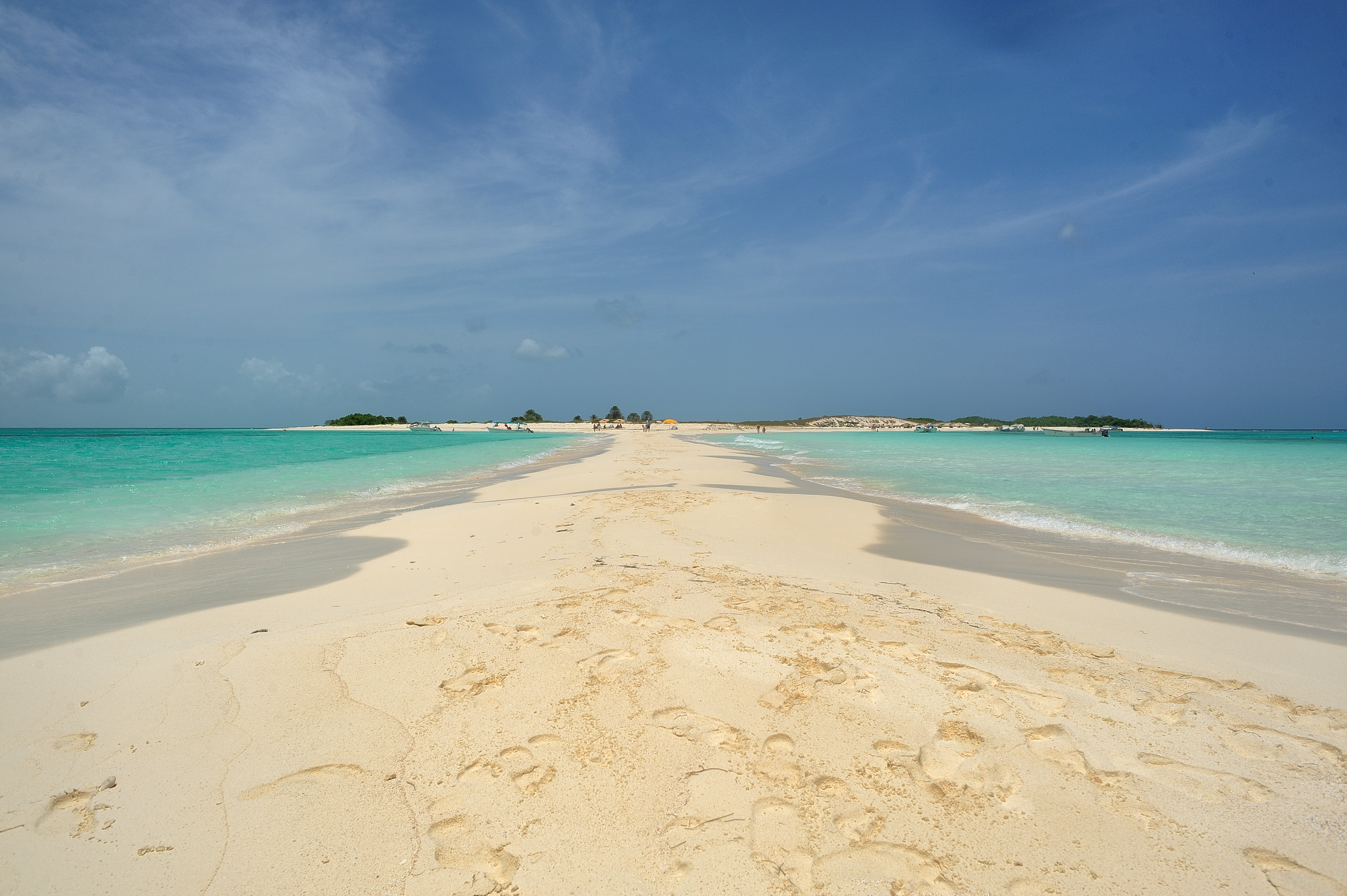
Clima desértico cálido en Los Roques
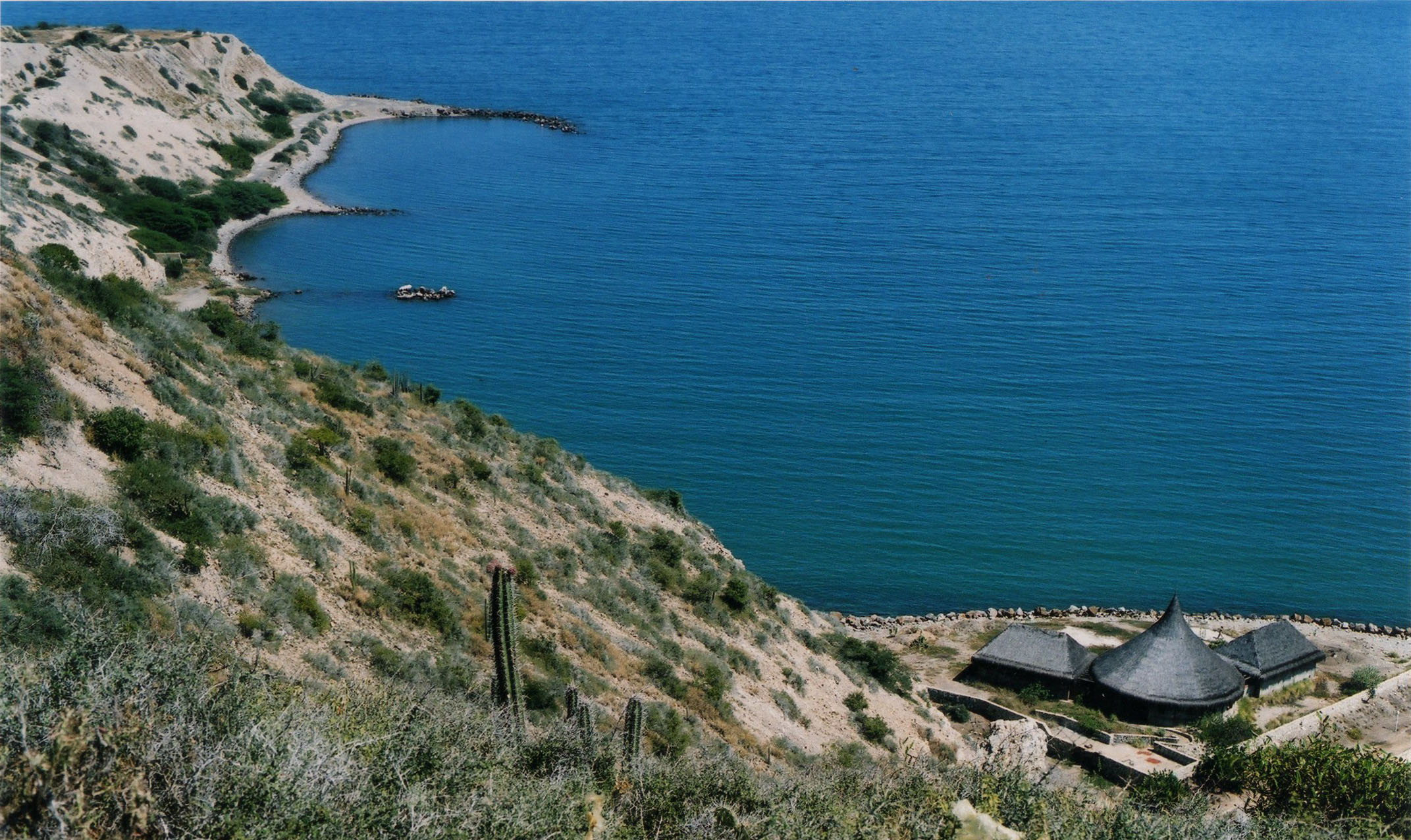
Clima semiárido cálido en Puerto La Cruz
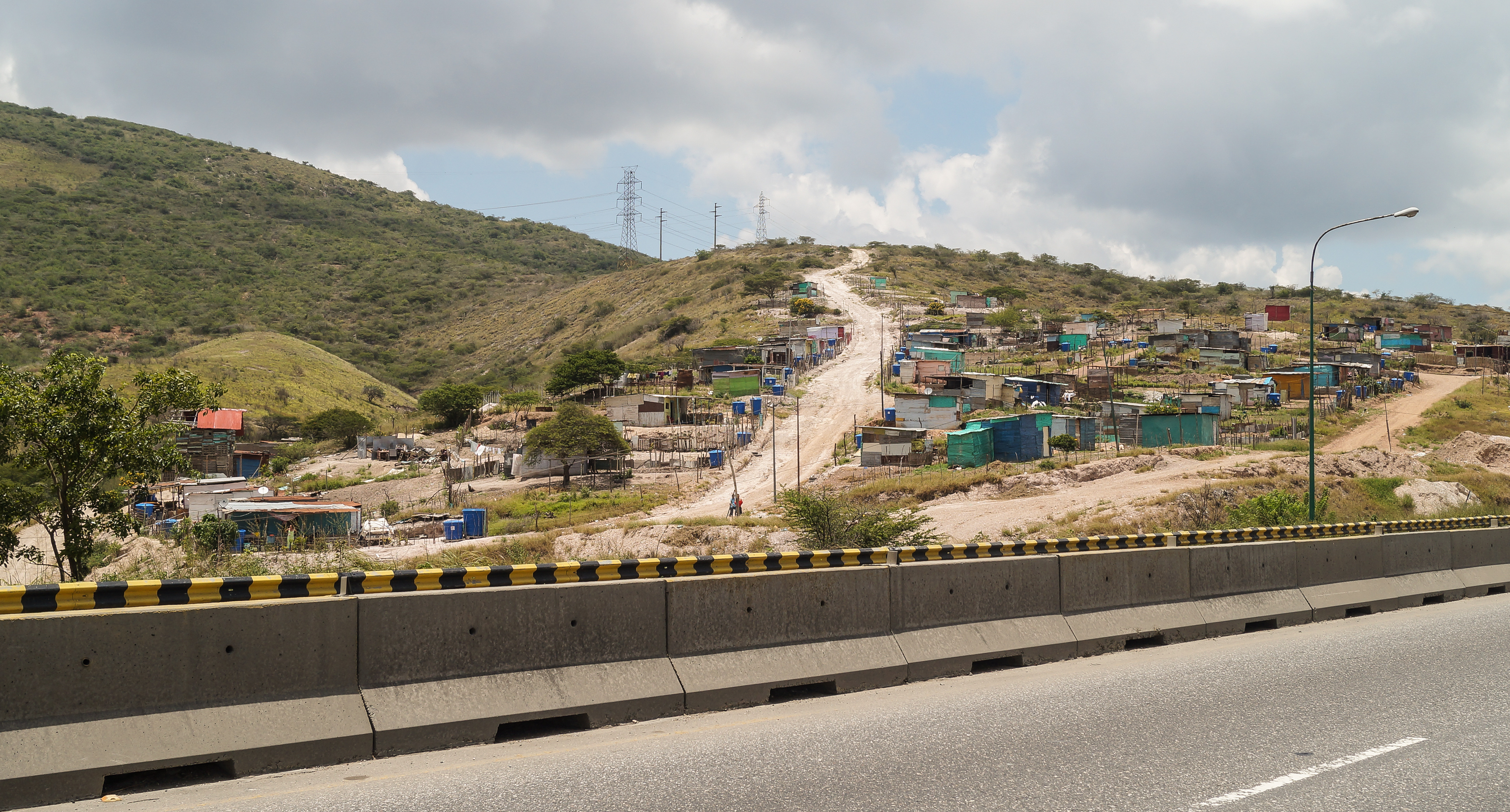
Clima semiárido cálido en Barquisimeto
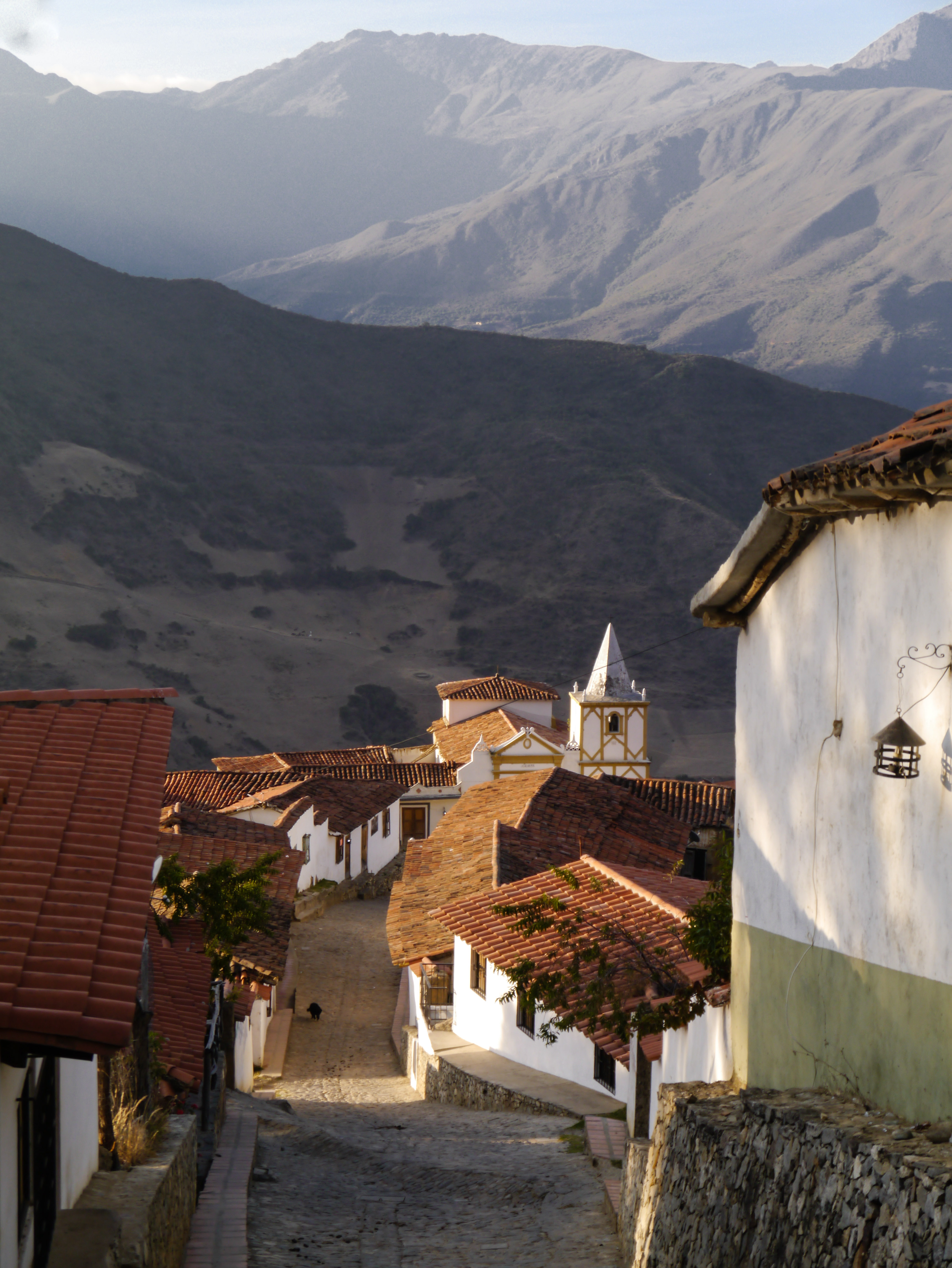
Clima semiárido frío en Los Nevados
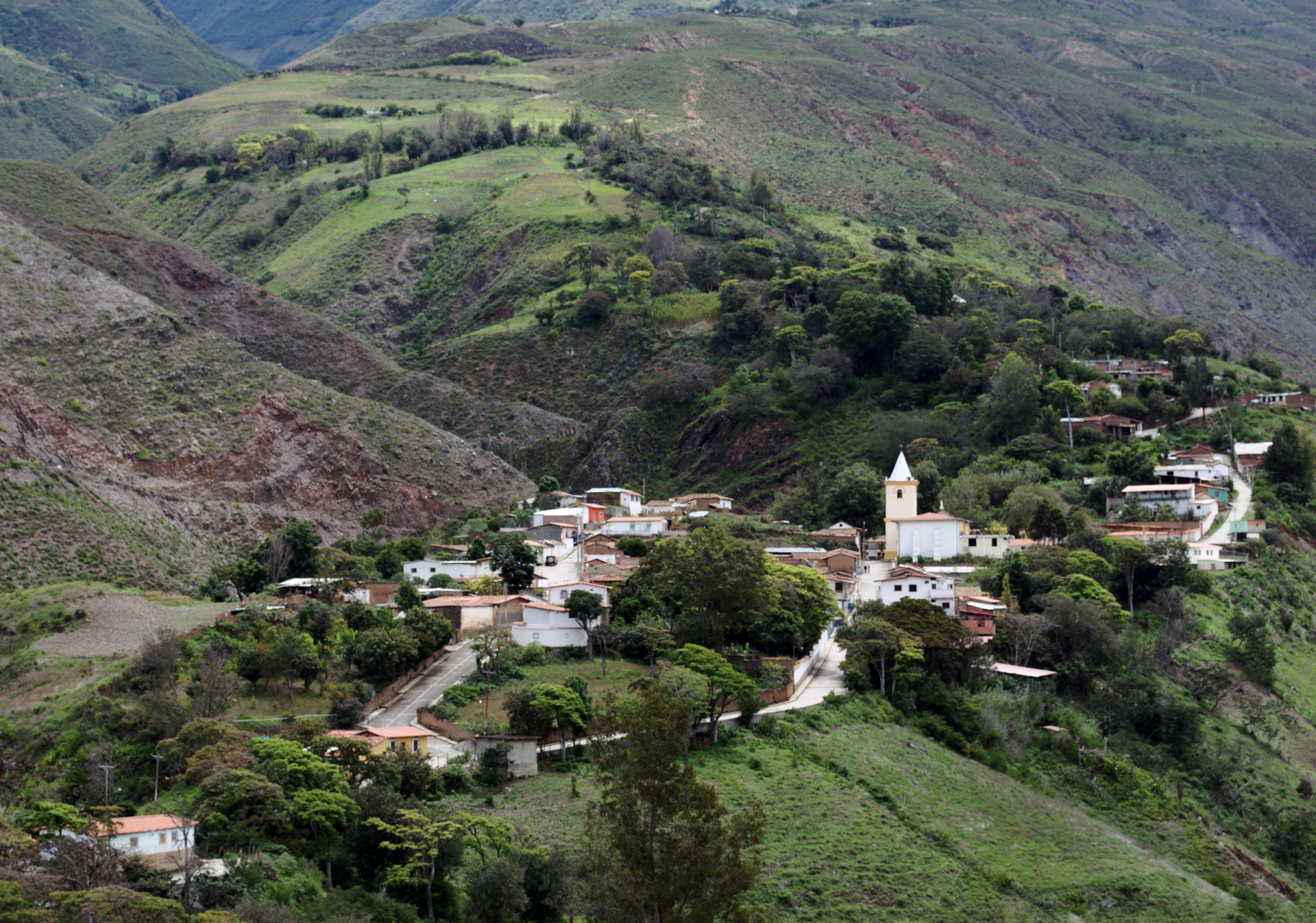
Clima semiárido frío en El Morro

### Grupo C: Climas templados
Las temperaturas medias mensuales están por debajo de los 22 °C pero por encima de 0 °C. Al menos la media de un mes está por debajo de los 18 °C:
- Climas templados de montaña con inviernos secos (Cwb) Tiende a experimentar un clima más seco durante la temporada de "invierno". Está ubicado en las áreas medias de la vertiente sureste de la Cordillera de Mérida y sierra de Perijá, las zonas más altas del suroeste de la cordillera costera venezolana.

- Climas templados de montaña sin estación seca (Cfb) Este clima no tiende a tener una estación seca. Se localiza en las áreas medias de la Cordillera de Mérida y sierra de Perijá, las zonas más altas de la cordillera costera venezolana y la cima de los altos Tepuyes de la Guayana.

Climas templados de Venezuela
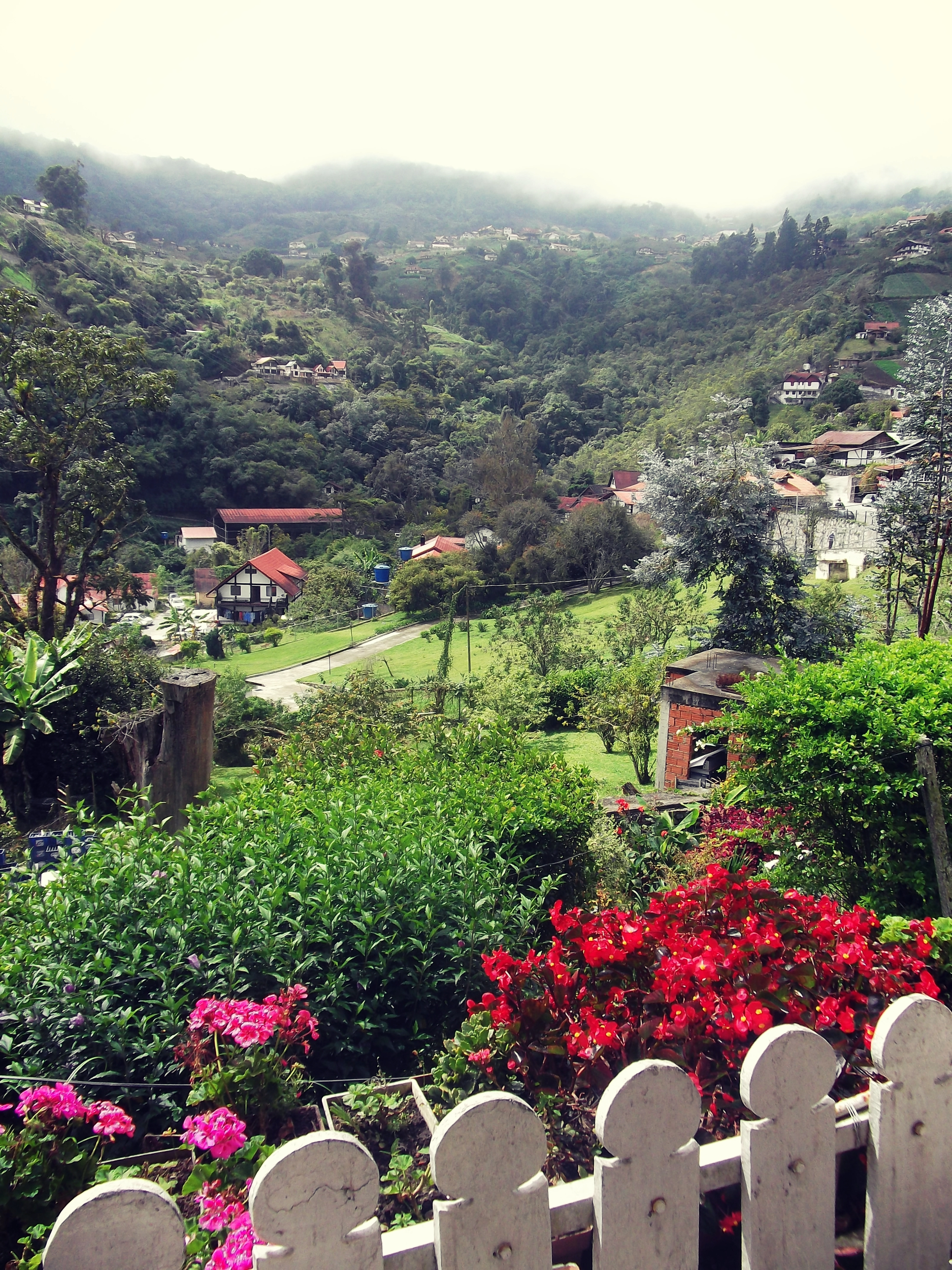
Clima templado de montaña en Colonia Tovar
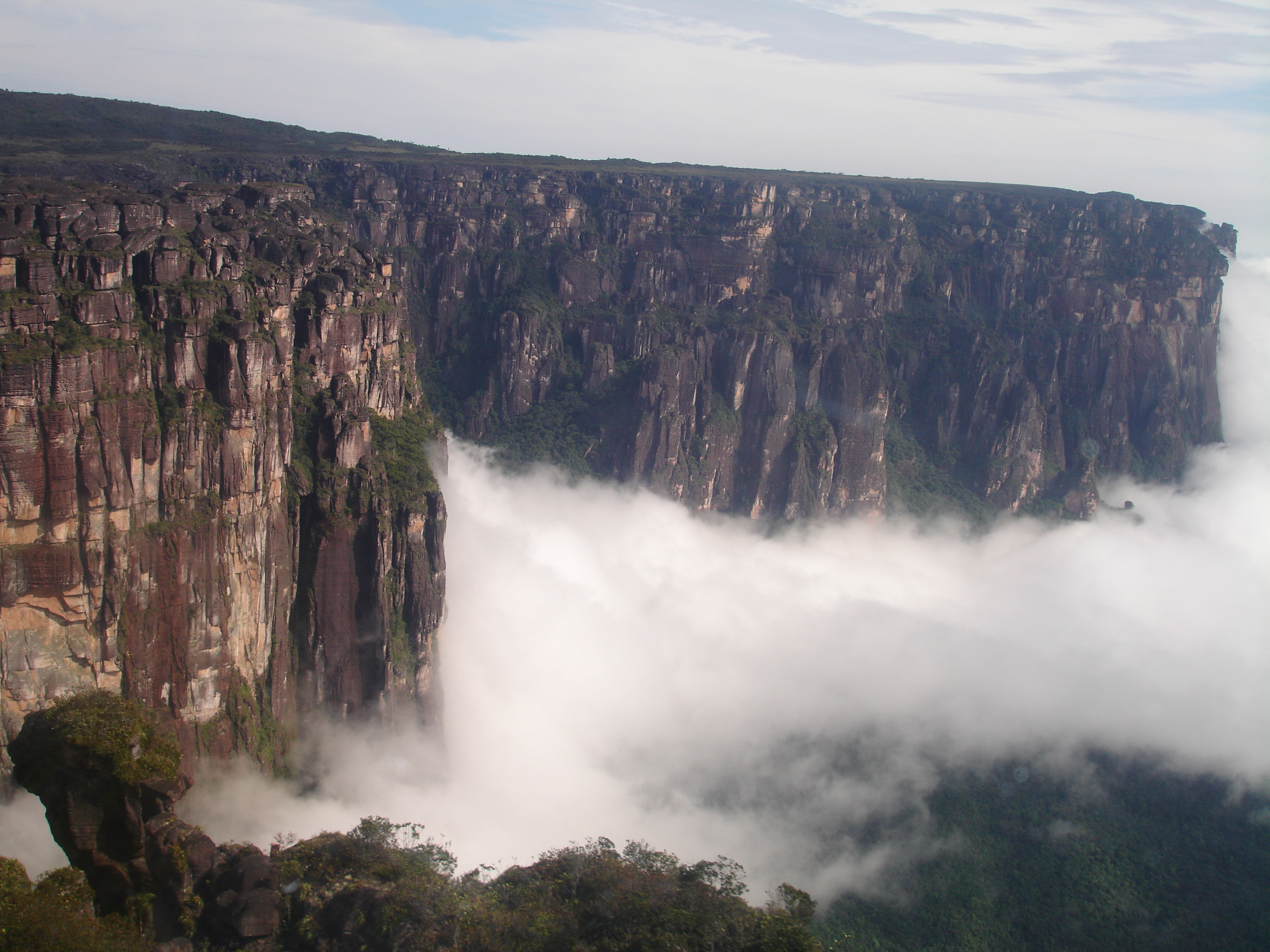
Clima templado de montaña en Amazonas
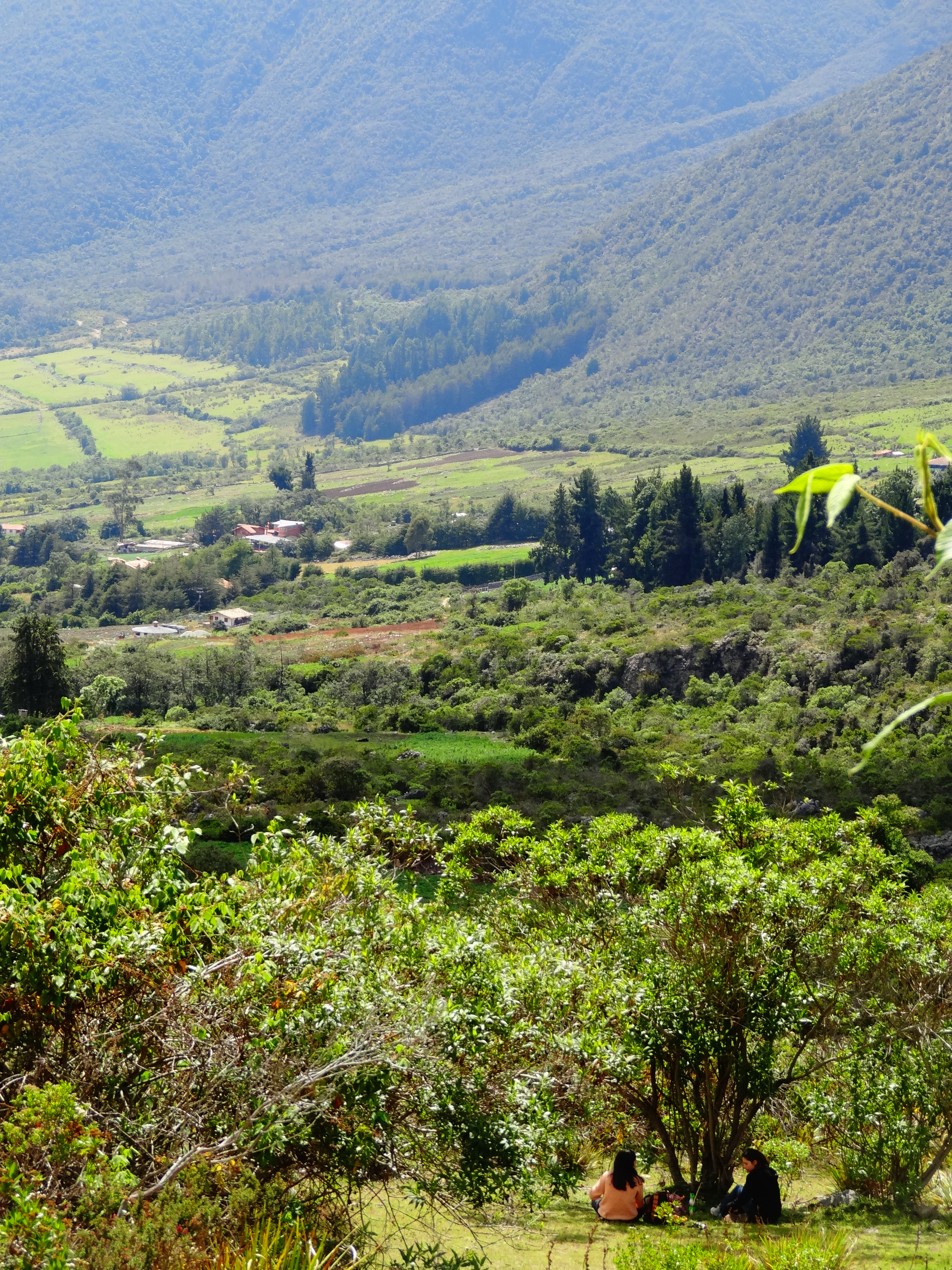
Clima templado de montaña en Sierra La Culata
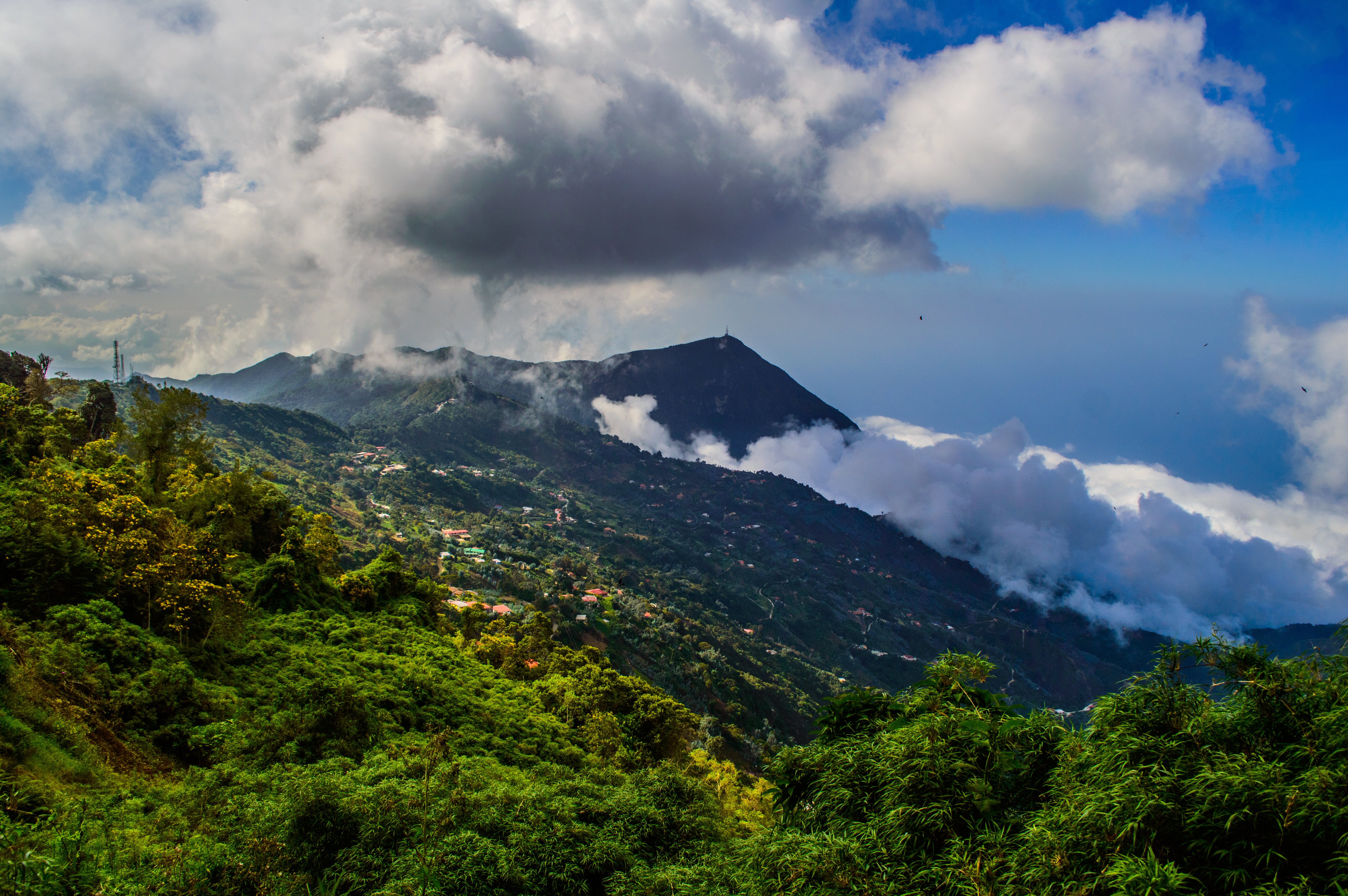
Clima templado de montaña en el Parque Nacional El Ávila
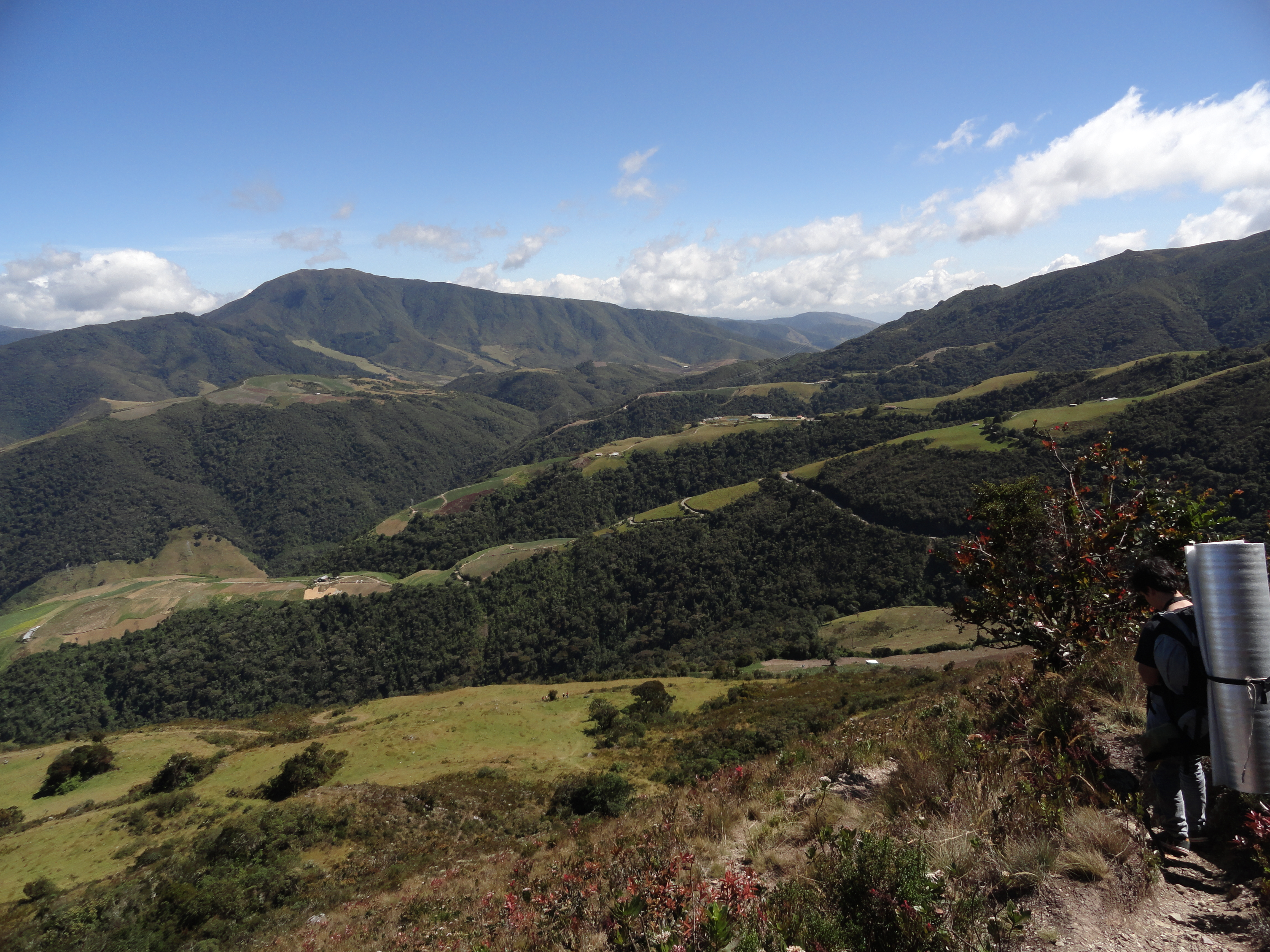
Clima templado de montaña en Táchira

### Grupo E: Climas alpinos
Caracterizado por temperaturas medias por debajo de 10 °C en todos los 12 meses del año:
- Tundra alpina (ETH) También conocido como clima de páramo, este clima sufre cambios drásticos diarios, con temperaturas entre bajo cero y hasta 20 °C. Las temperaturas anuales oscilan entre 2 °C y 10 °C. Se encuentra por encima de los 3000 m en la sierra de Perijá y Cordillera de Mérida. La nieve es posible por encima de los 3800 metros, pero se vuelve más notoria alrededor de los 4200 metros, especialmente durante la temporada de lluvias de finales de mayo a principios de octubre. Esto coincide con el pico de actividad de la Zona de Convergencia Intertropical, que trae aire húmedo desde el sureste de la Cordillera de Mérida, originado en los Llanos venezolanos, y desde las llanuras al sur del Lago de Maracaibo, que contribuyen con humedad a la región.[3] La localidad más conocida con este clima en el país es el pueblo de Apartaderos[4]

- Clima glaciar alpino (EFH) Este clima está reservado para las cimas más altas de los Andes venezolanos, como el Pico Bolívar, Pico Humboldt, y otros, donde permanecen superficies rocosas gélidas expuestas y parches de glaciares de la última glaciación pleistocénica, conocida localmente como Glaciación Mérida. La nieve suele caer durante la temporada de lluvias, de finales de mayo a principios de octubre, acentuando aún más las condiciones frías de estas altas altitudes.

Climas alpinos de Venezuela
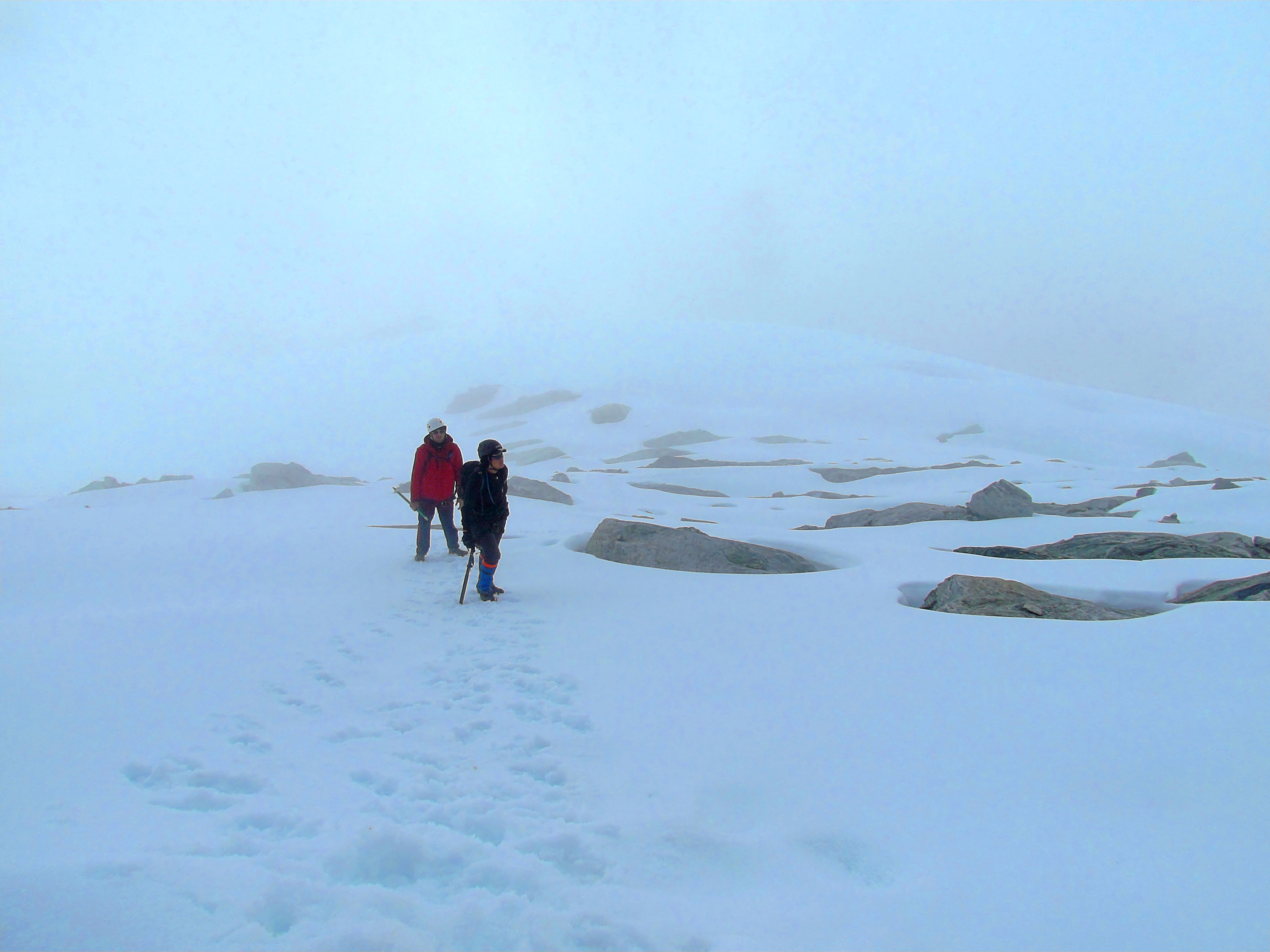
Clima glaciar alpino en el Pico Humboldt
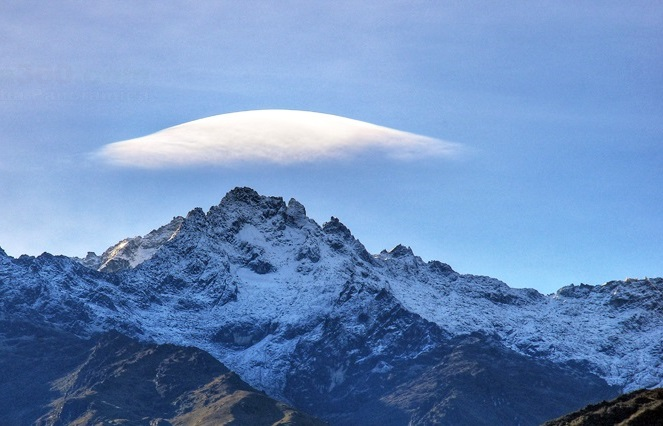
Clima glaciar alpino en el Pico Bolívar
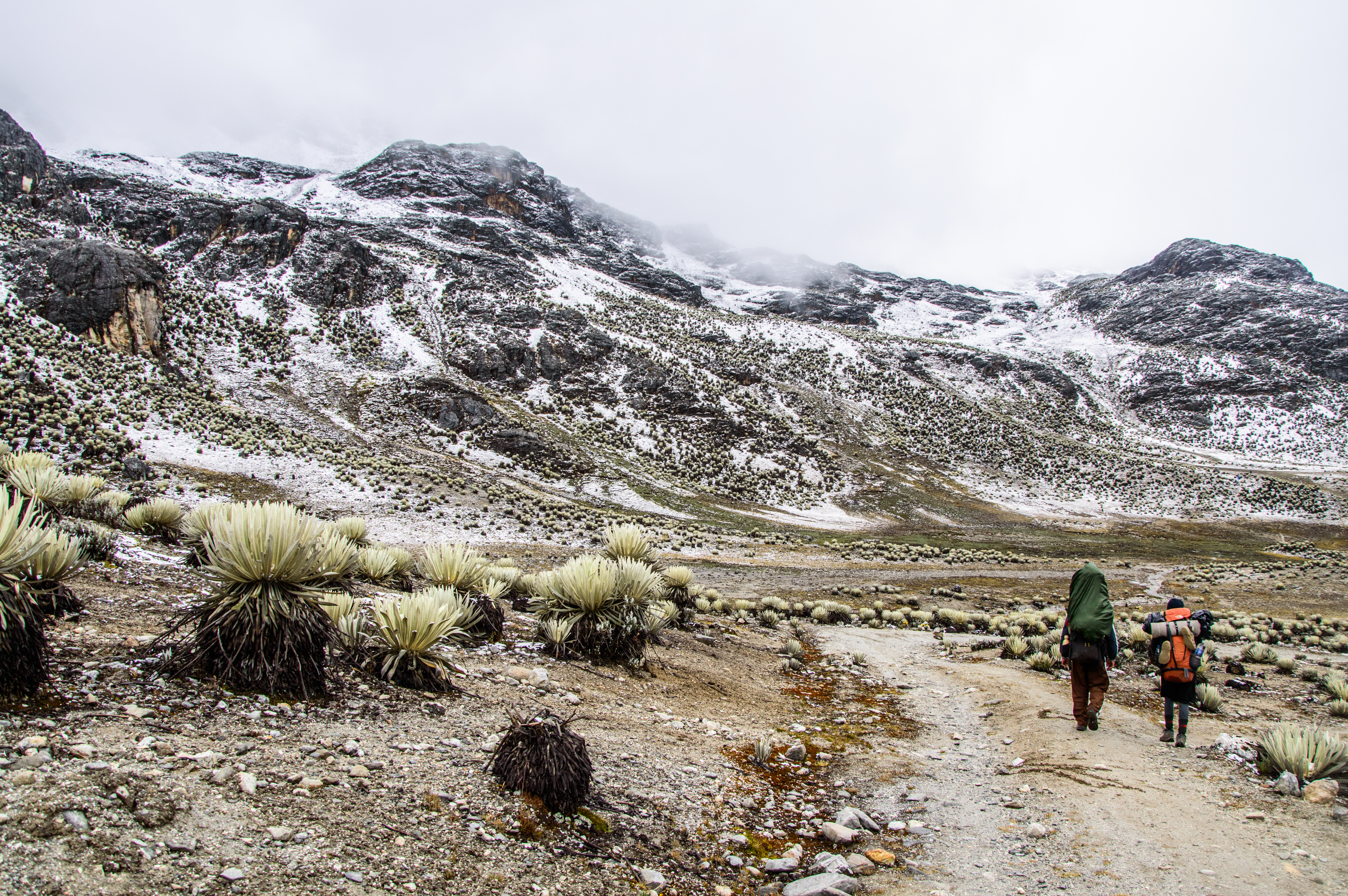
Clima de tundra alpina en Sierra de La Culata
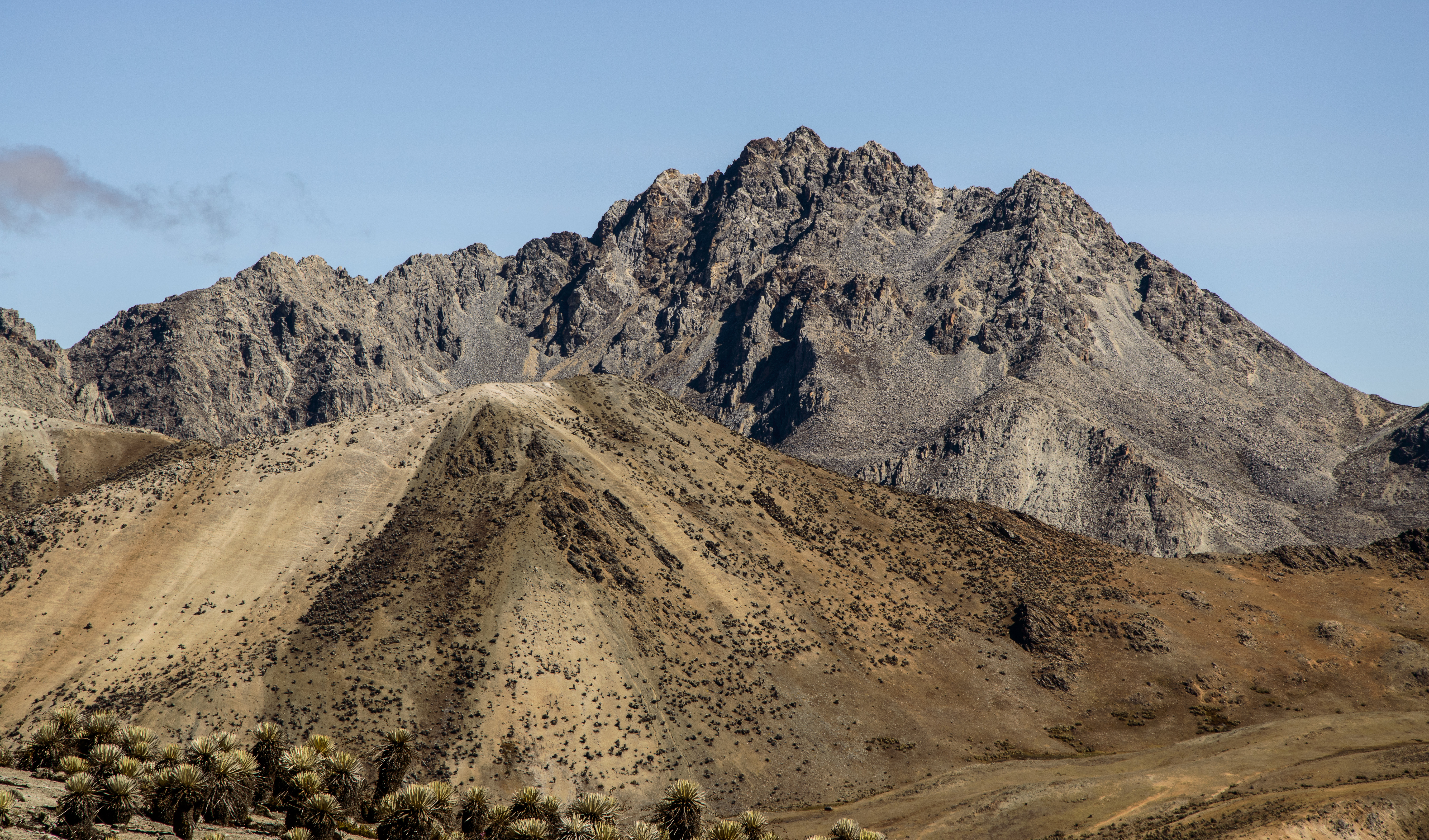
Clima de tundra alpina en Pico Piedras Blancas
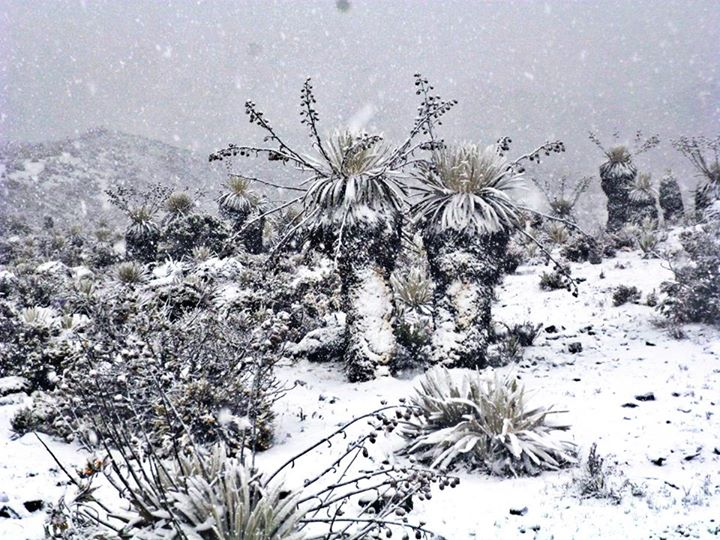
Tundra alpina en la Carretera Trasandina
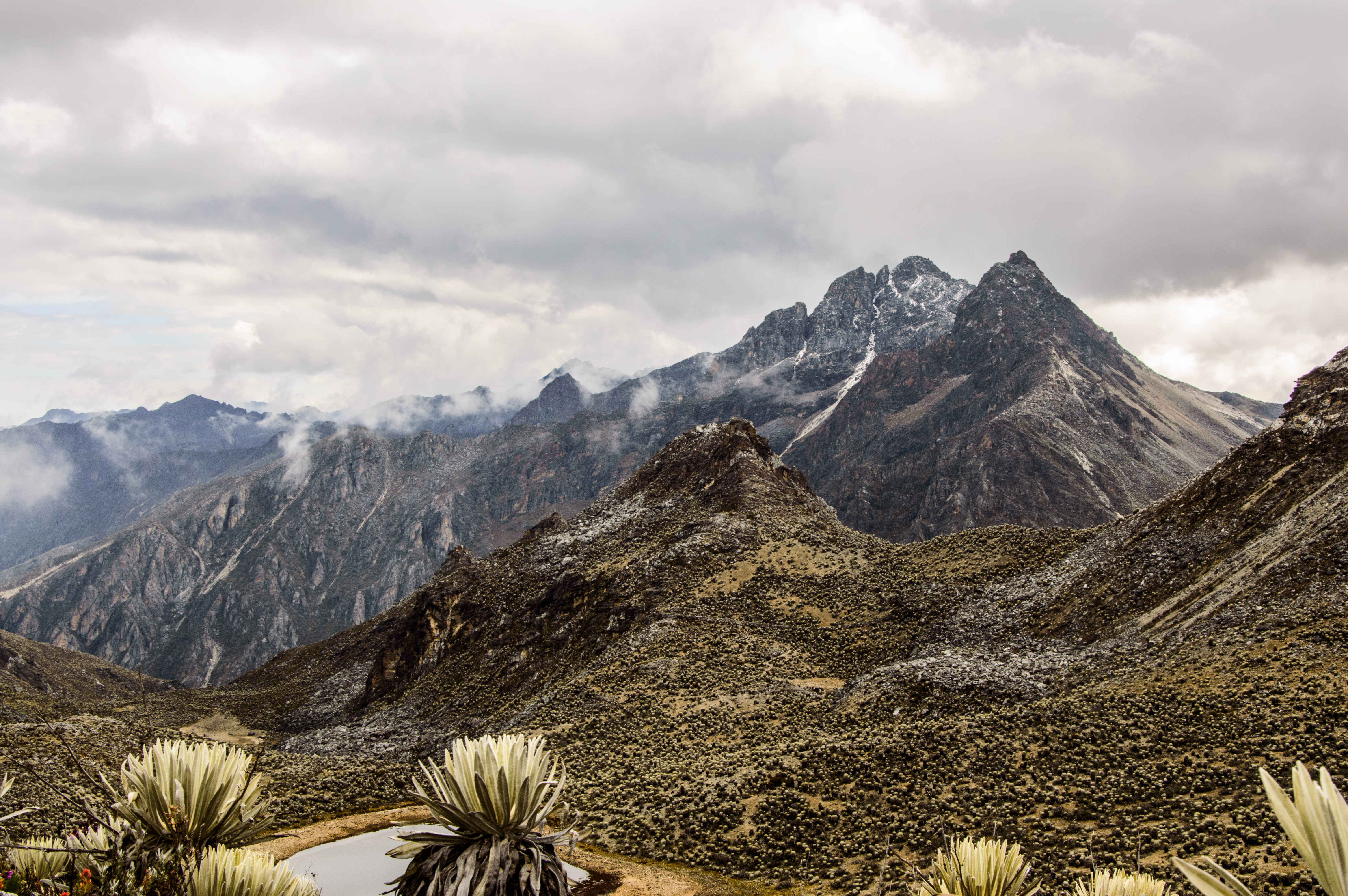
Tundra alpina en el Valle de Mifafí

Mapas de clima por regiones naturales de Venezuela, acorde clasificación climática de Köppen
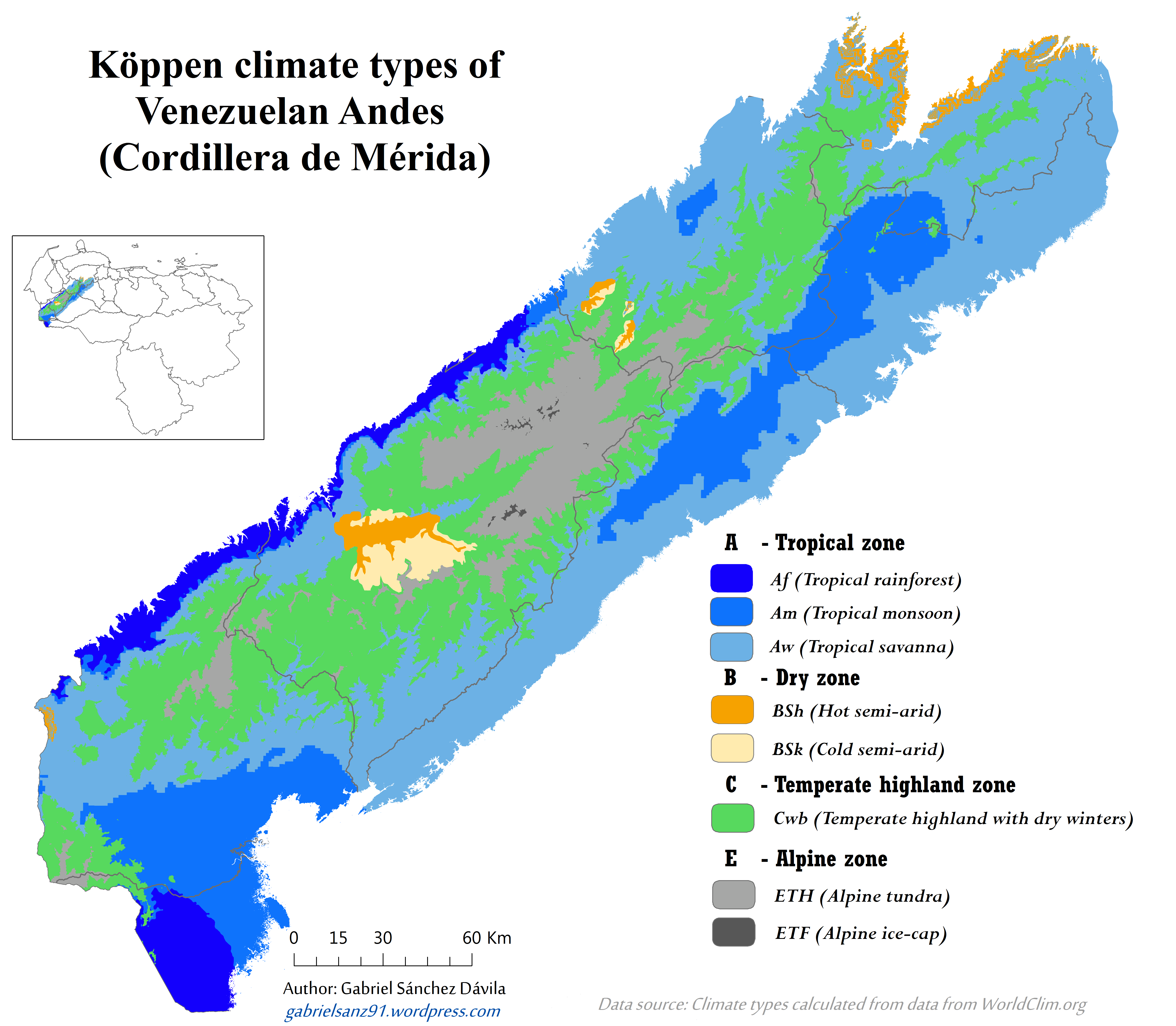
Cordillera de Mérida (Andes venezolanos)
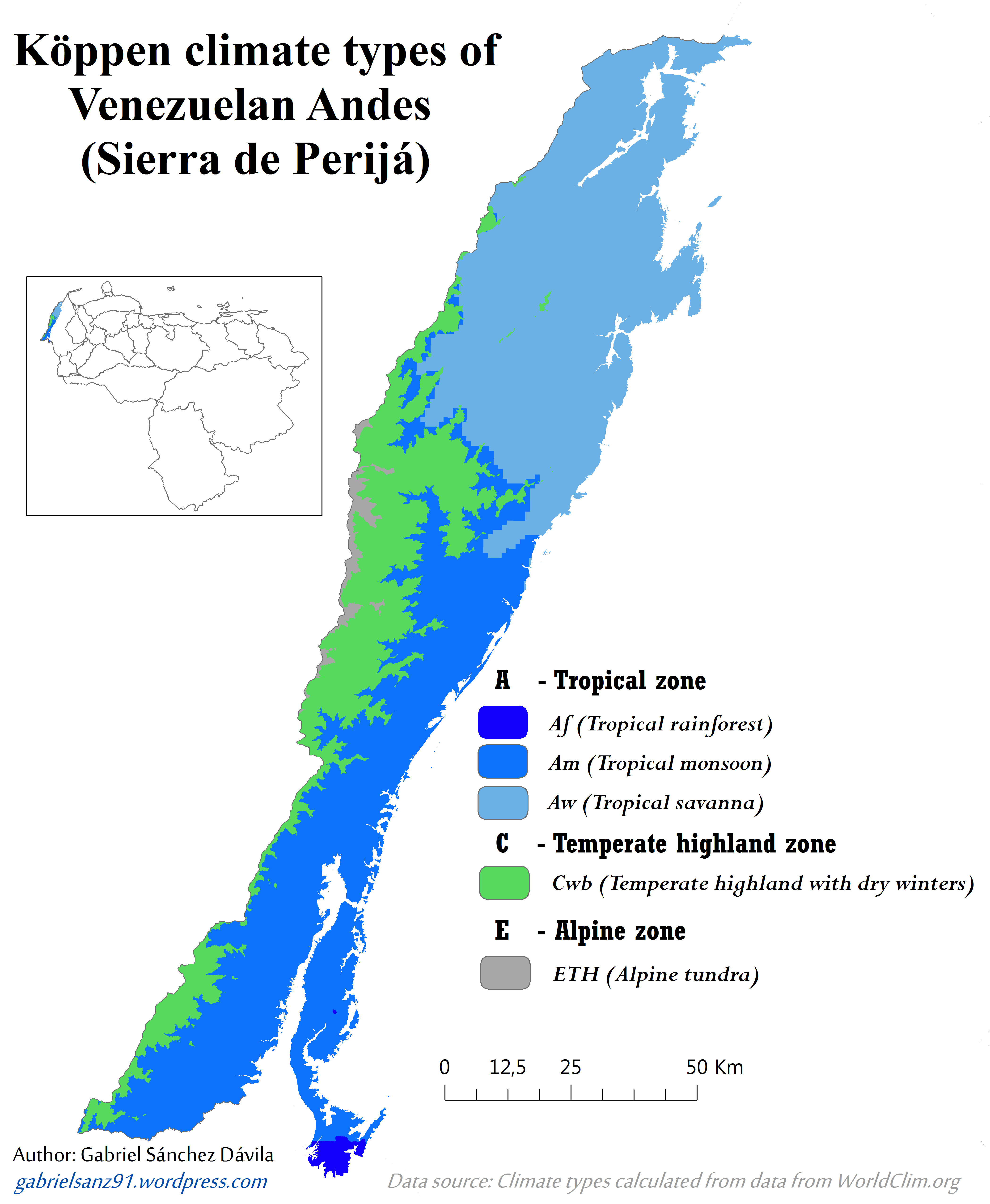
Sierra de Perijá (Andes venezolanos)
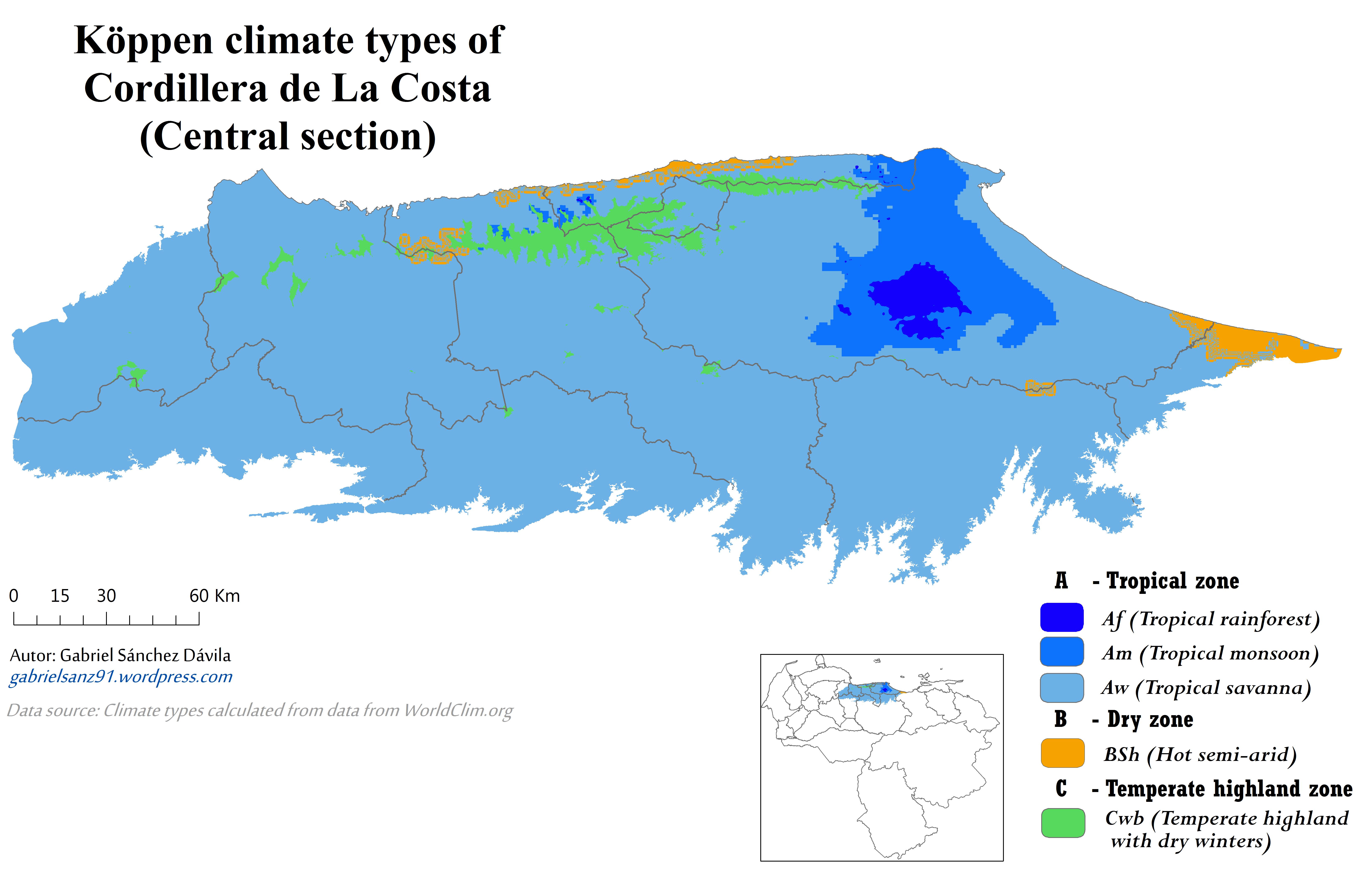
Sección Central de la Cordillera de La Costa
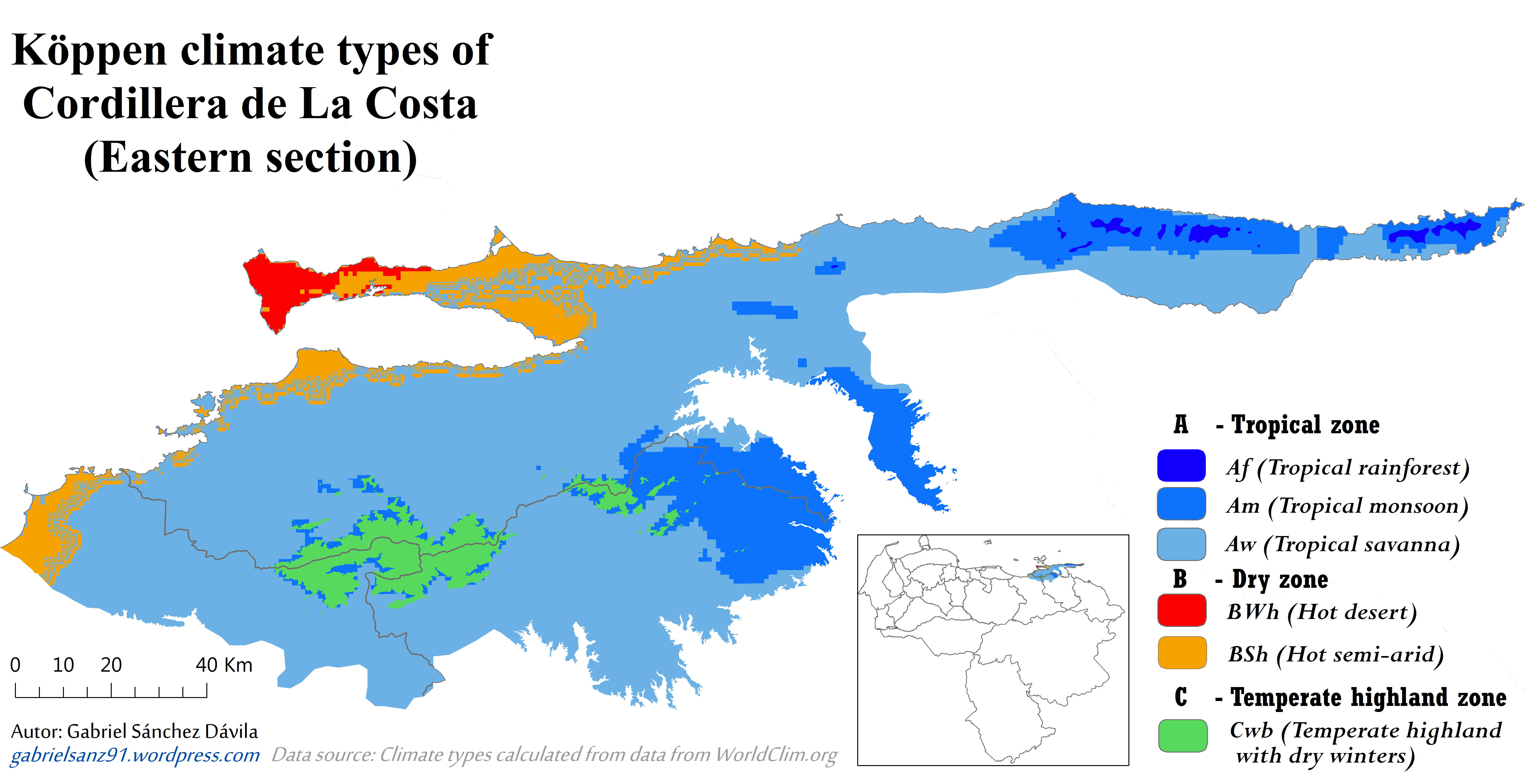
Sección Oriental de la Cordillera de La Costa
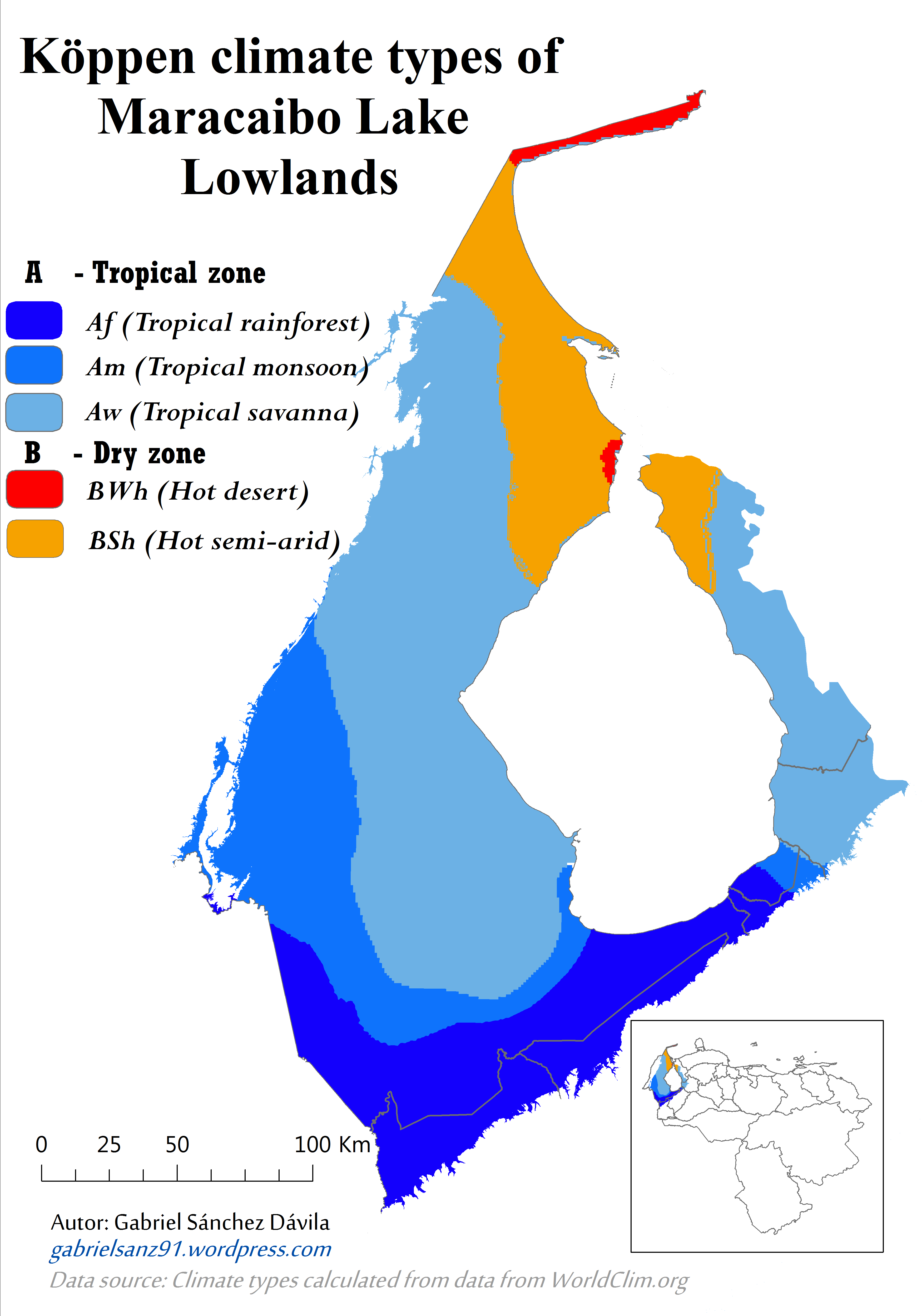
Depresión del Lago de Maracaibo
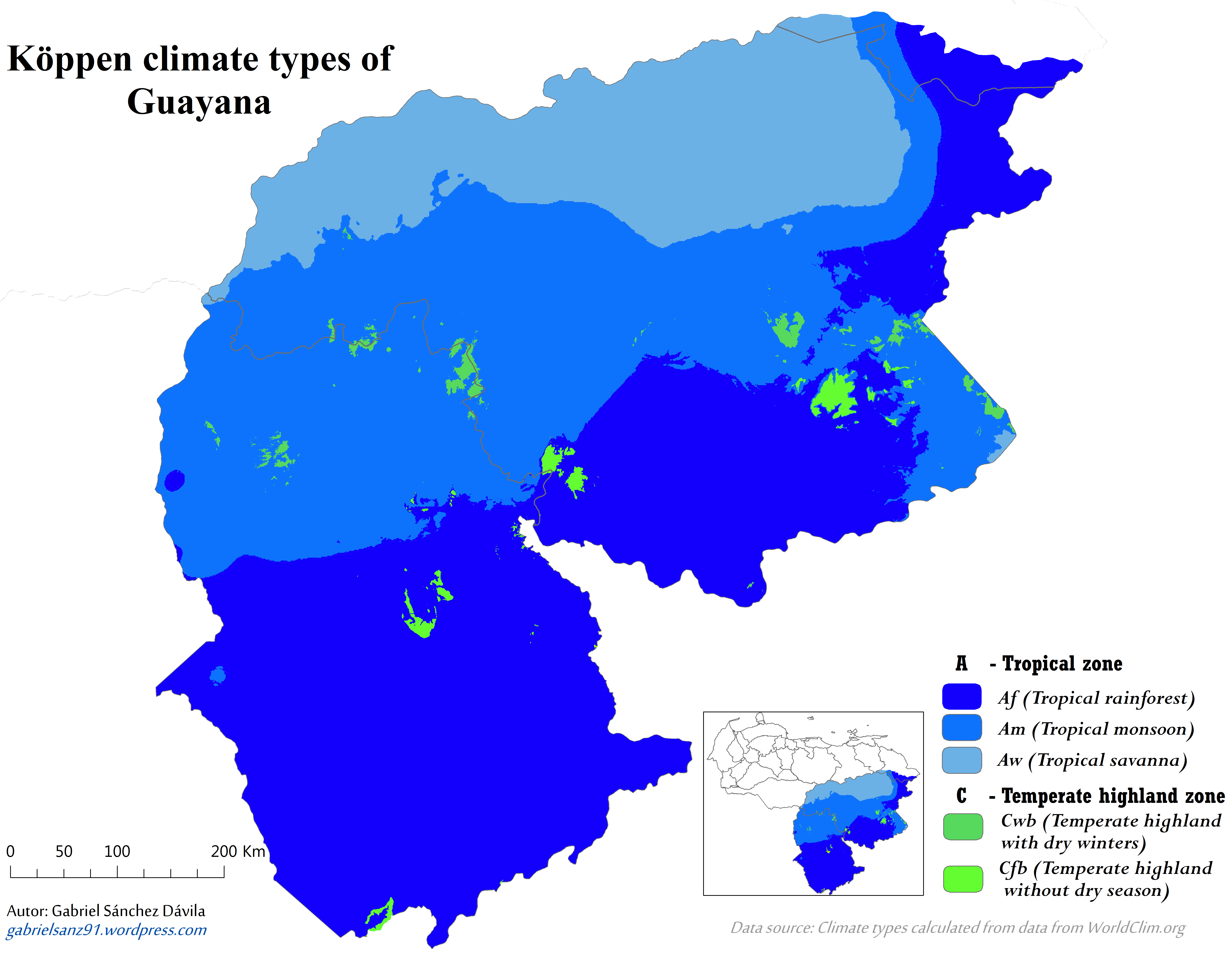
Guayana
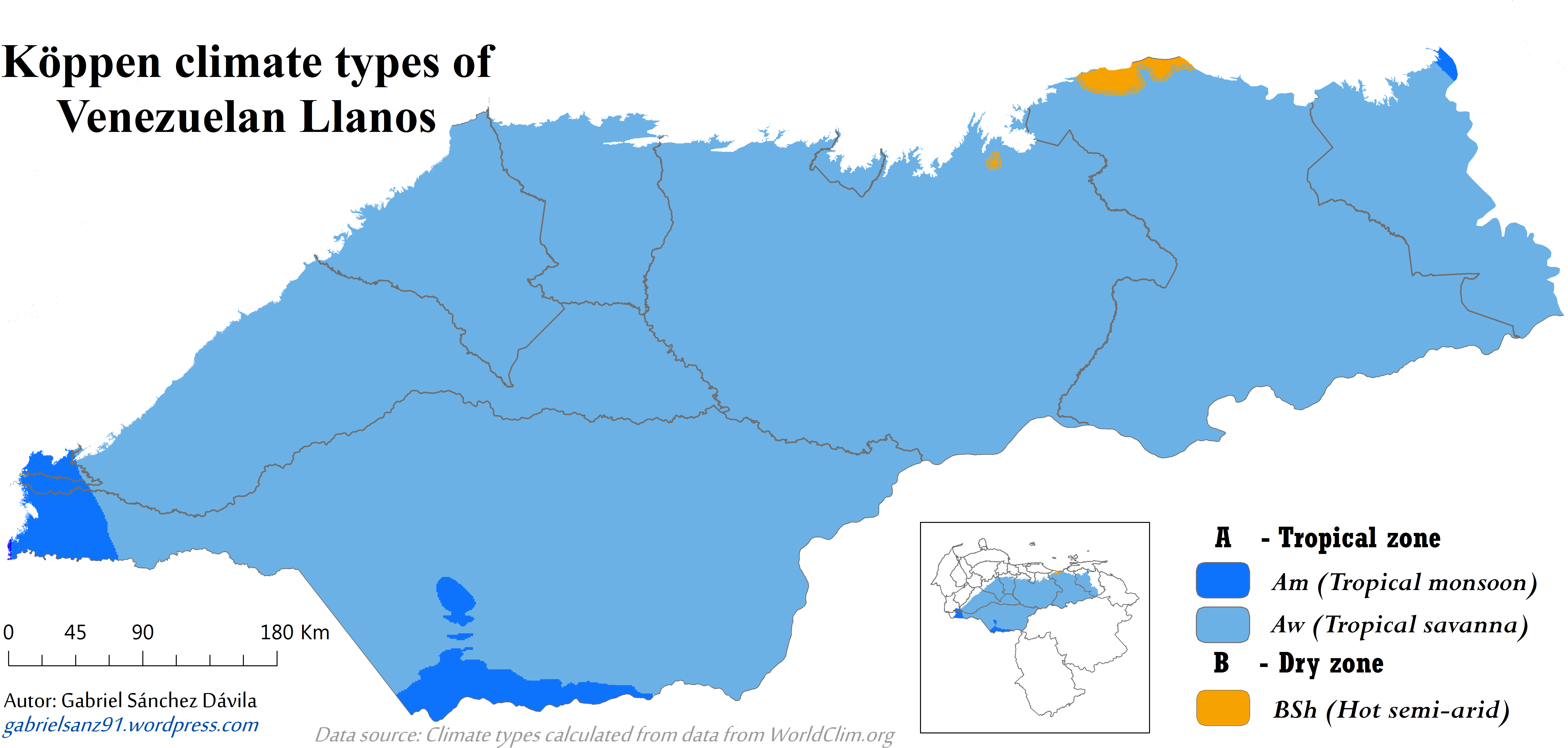
Los Llanos
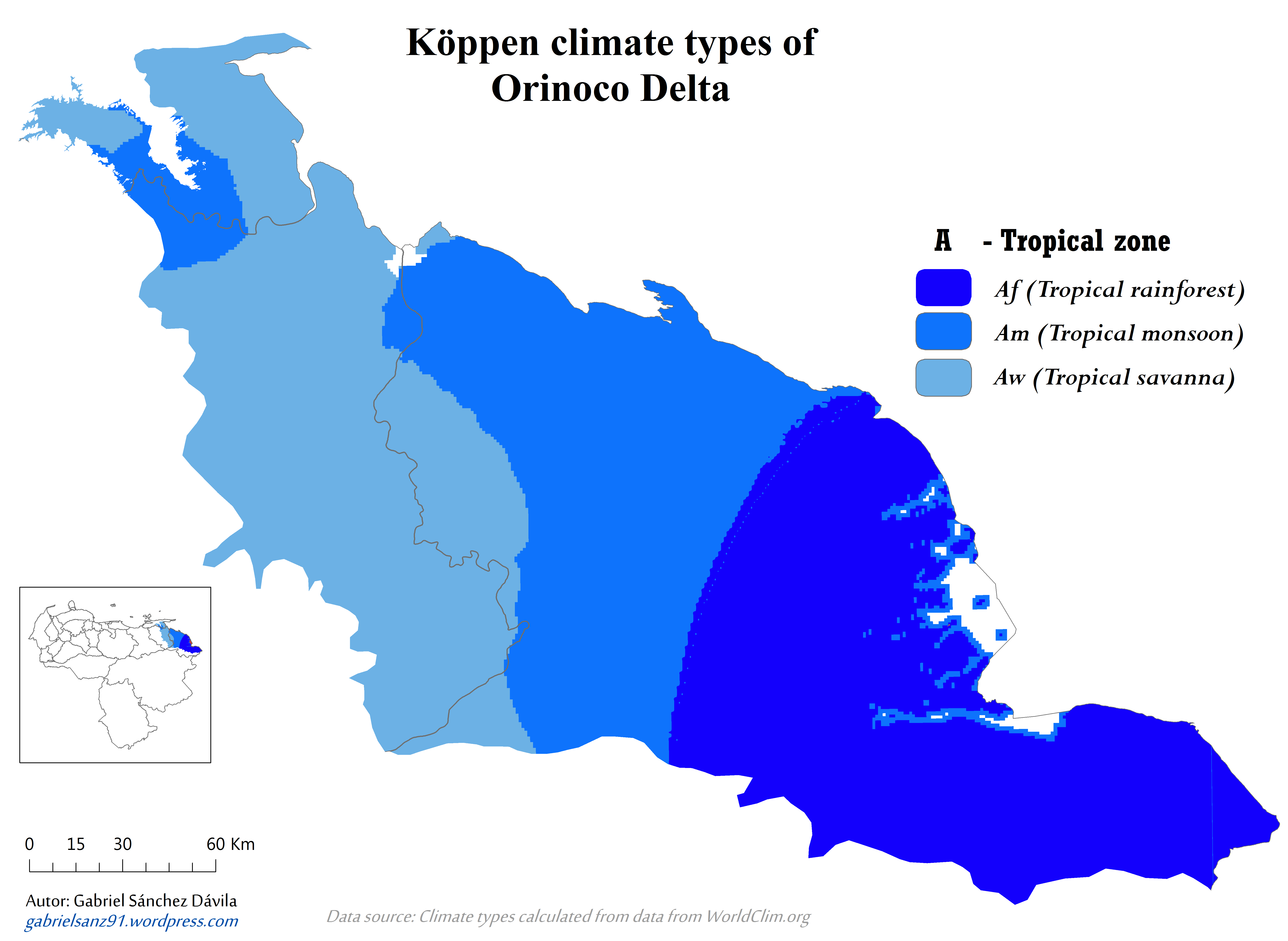
Delta del Orinoco
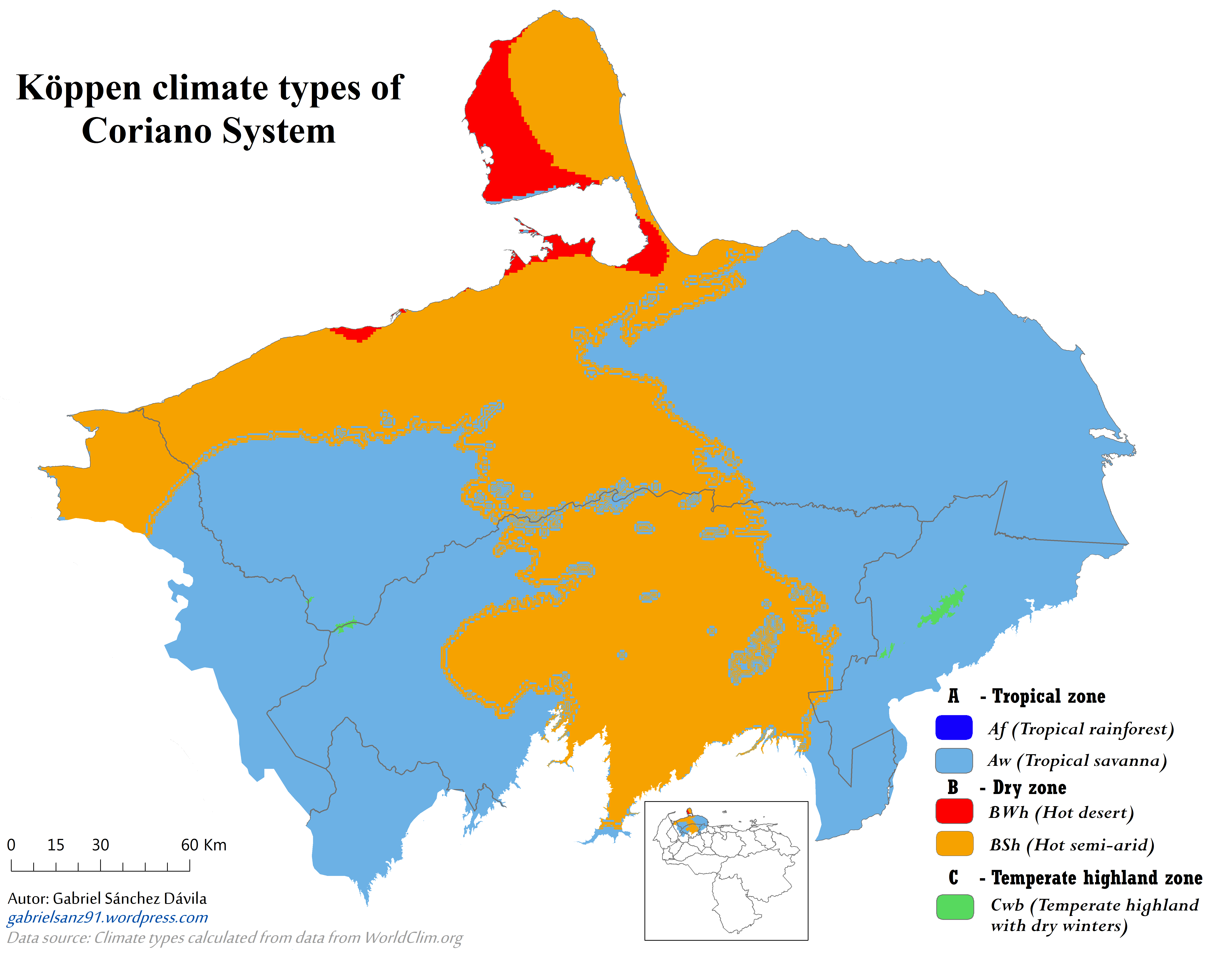
Sistema Coriano

## Tipos de climas según la altitud

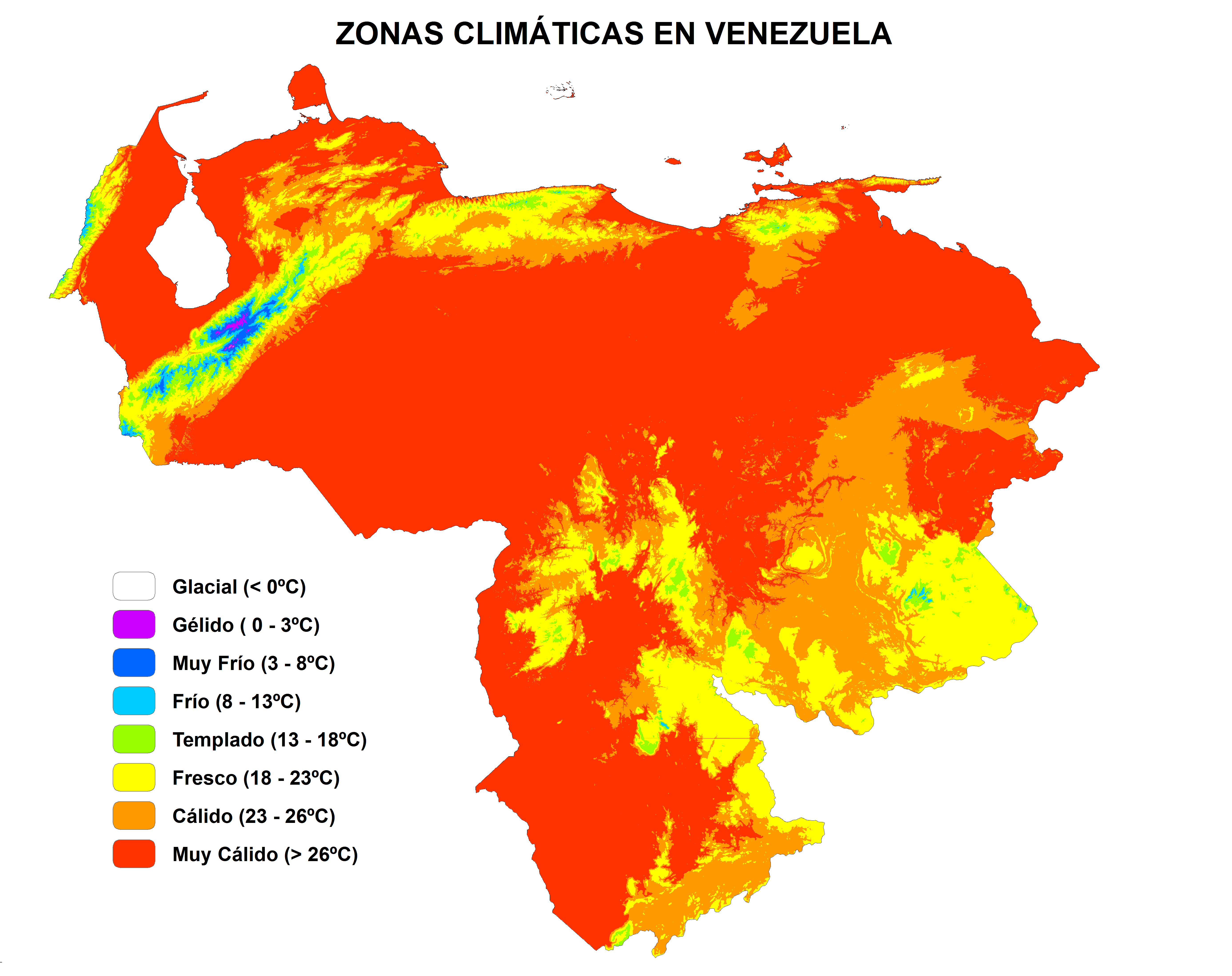
Mapa de clasificación climática de Venezuela, según sus pisos térmicos

Según los «pisos térmicos», los climas en Venezuela se estructuran de esta manera:
- Clima muy cálido: Se caracteriza por temperaturas muy cálidas sobre los 26 °C de promedio anual. Este clima se encuentra principalmente en áreas bajas como Los Llanos, Depresión del Lago de Maracaibo, Delta del Orinoco, Cuenca del Orinoco, zonas costeras e islas, donde las altas temperaturas son influenciadas por la cercanía al ecuador y la falta de relieve que permita la circulación de los vientos y la acumulación de calor. Ejemplos de ciudades en esta zona incluyen Maracaibo, Punto Fijo, Ciudad Guayana, Puerto La Cruz, Cumaná, Coro, Ciudad Bolívar, Carora, Barcelona, Valle de la Pascua, Acarigua, Guanare y Porlamar.

- Clima cálido: Presenta temperaturas que van desde los 23 °C hasta los 26 °C de promedio anual. Ubicado en las zonas bajas de piedemonte de colinas, sierras y mesetas como el Macizo Guayanés y la Cordillera de la Costa, este clima se caracteriza por temperaturas ligeramente más moderadas que el clima muy cálido, influenciadas por la altitud y la topografía local, lo que permite una mayor variación en las precipitaciones. Ejemplos de ciudades en esta zona climática son Barquisimeto, Valencia, Maracay, San Juan de Los Morros, El Tigre entre otros.

- Clima fresco: Las temperaturas promedio van desde los 18 °C a 23 °C. Este clima se encuentra en zonas montañosas entre 650 y 1600 m s. n. m., debido a la altitud. La disminución de la temperatura con la altura resulta en temperaturas más frescas en estas áreas, mientras que la precipitación varía según la exposición a los vientos alisios y la topografía local. Ejemplos de ciudades en esta zona incluyen Caracas, Mérida, San Cristóbal, Los Teques, entre otros.

- Clima templado: Las temperaturas oscilan entre los 13 °C a 18 °C de promedio anual. Se localiza en regiones montañosas entre 1350 y 2400 m s. n. m. Las temperaturas más moderadas se deben nuevamente a la altitud. Ejemplos de ciudades en esta zona climática son Colonia Tovar, San Antonio de Los Altos, Timotes, Cubiro, Sanare, entre otros.

- Clima frío: Caracterizado por temperaturas sobre los 8 °C y debajo de los 13 °C de promedio anual. Este clima se encuentra en zonas montañosas entre 2400 y 3200 m s. n. m., como la sierra de Perijá, la Cordillera de Mérida y topes máximos de la Cordillera de la Costa y el Macizo guayanés venezolano, donde las temperaturas más frías se deben a la altitud. Ejemplos de ciudades en esta zona incluyen Mucuchíes, Chachopo y La Grita.

- Clima muy frío: Las temperaturas oscilan entre los 3 °C a 8 °C de promedio anual. Se encuentran en los Andes venezolanos entre 3200 y 4150 m s. n. m., donde las condiciones son propicias para temperaturas consistentemente bajas durante todo el año. Ejemplos de localidades en esta zona climática son Apartaderos y Llano del Hato.

- Clima gélido y glacial: Las temperaturas son extremadamente frías, con promedios por debajo de los 3 °C, llegando incluso a temperaturas menores a 0 °C en áreas glaciares. Este clima se encuentra en las zonas más altas de la Cordillera de Mérida, como los picos Bolívar y Humboldt, donde la altitud y la exposición a los vientos fríos y húmedos del Atlántico influyen en estas condiciones climáticas excepcionales.

Estas diferencias climáticas reflejan la variada geografía de Venezuela, que va desde las llanuras cálidas hasta las altas cumbres glaciales.

Mapas de clima según pisos térmicos (altitud) por regiones naturales de Venezuela
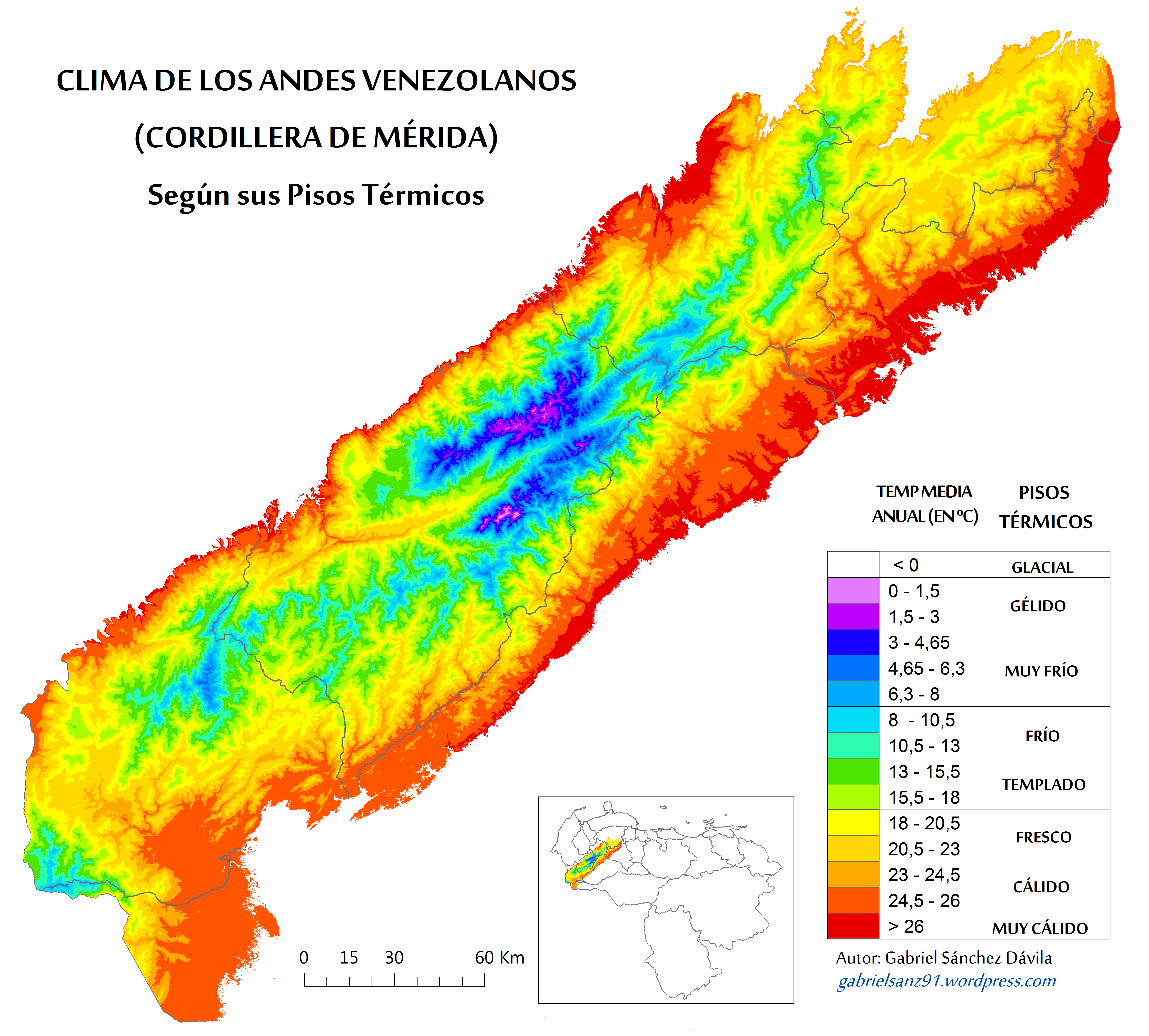
Cordillera de Mérida (Andes venezolanos)
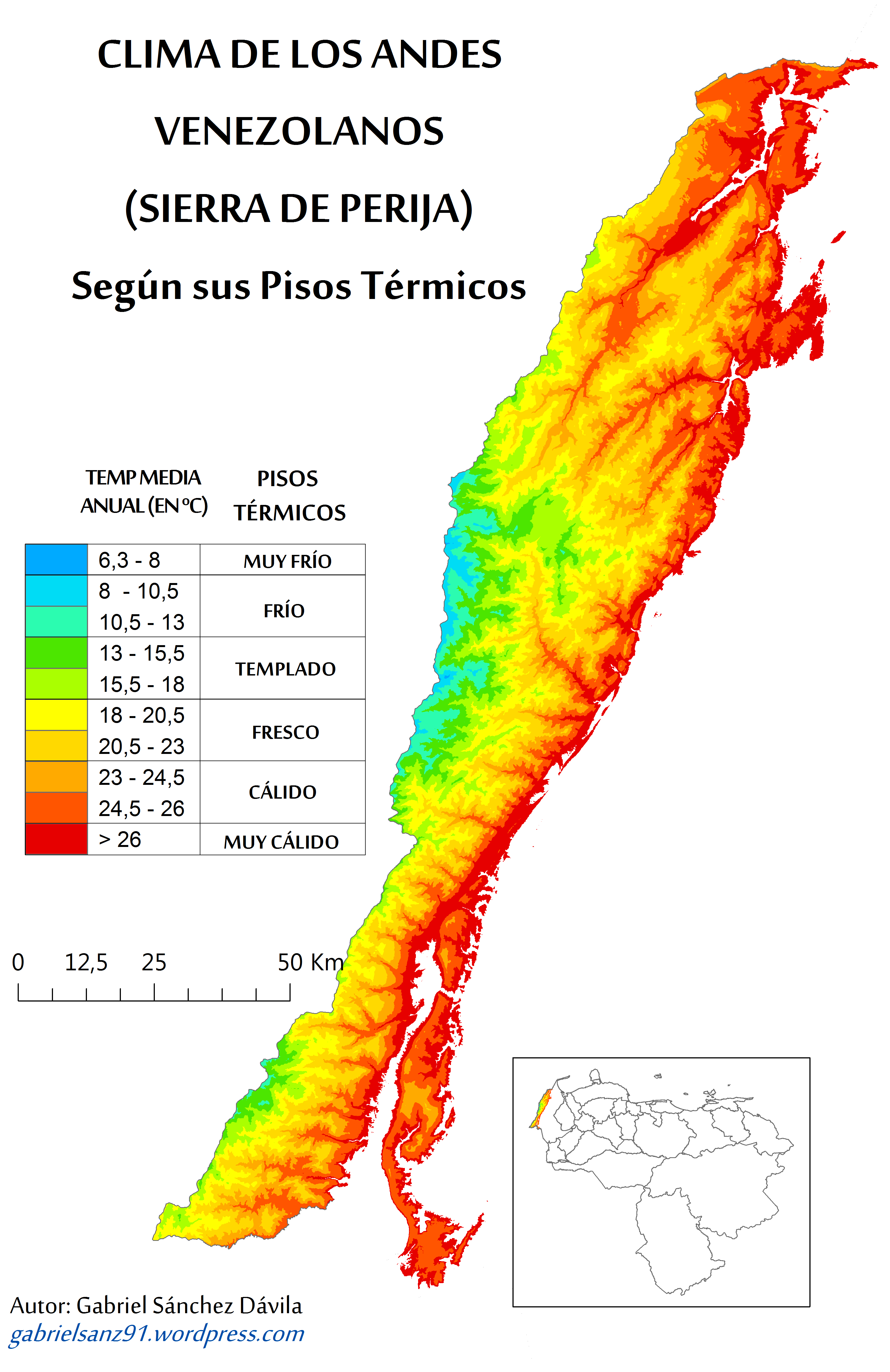
Sierra de Perijá (Andes venezolanos)
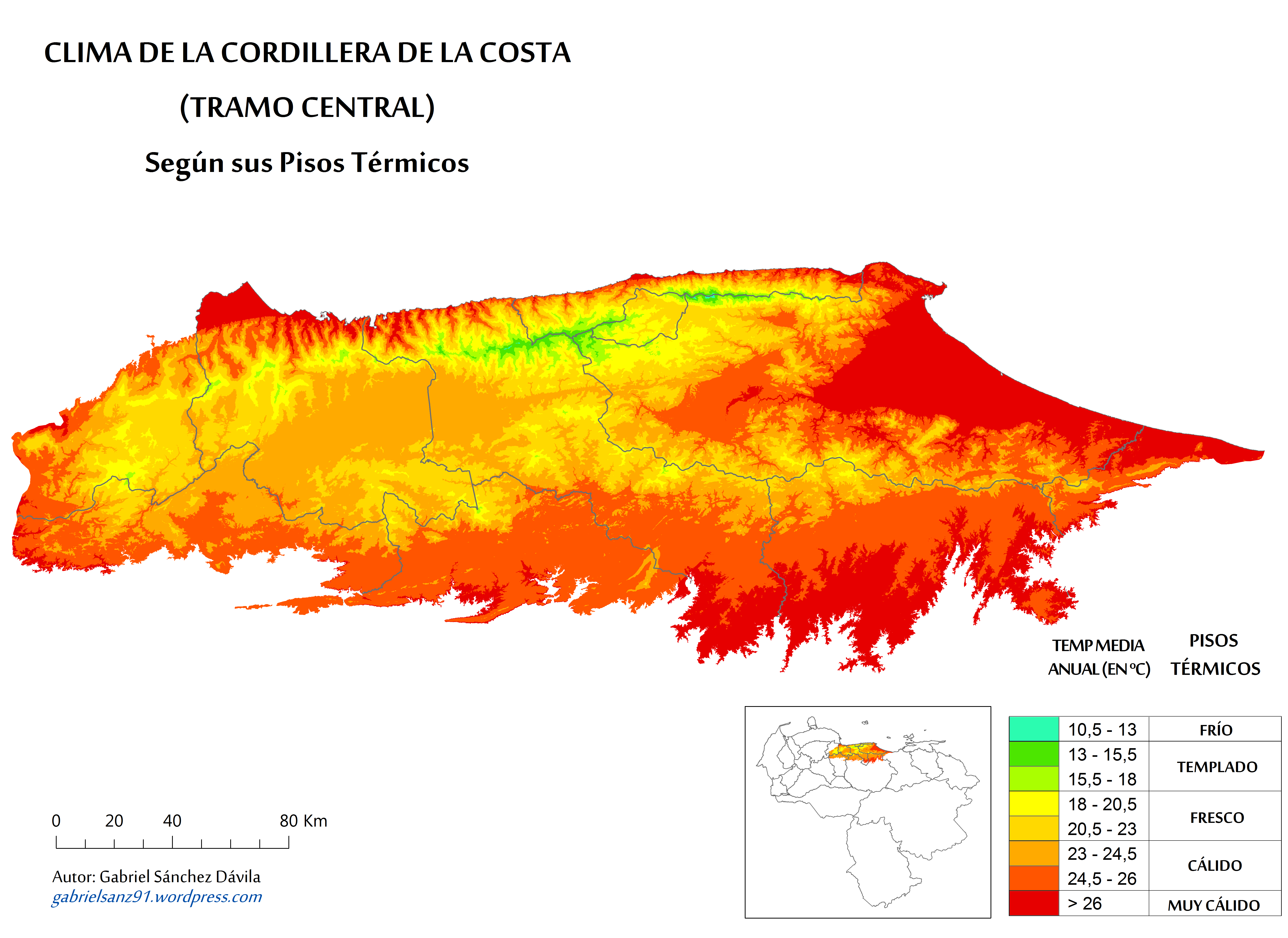
Cordillera de La Costa (sección central)
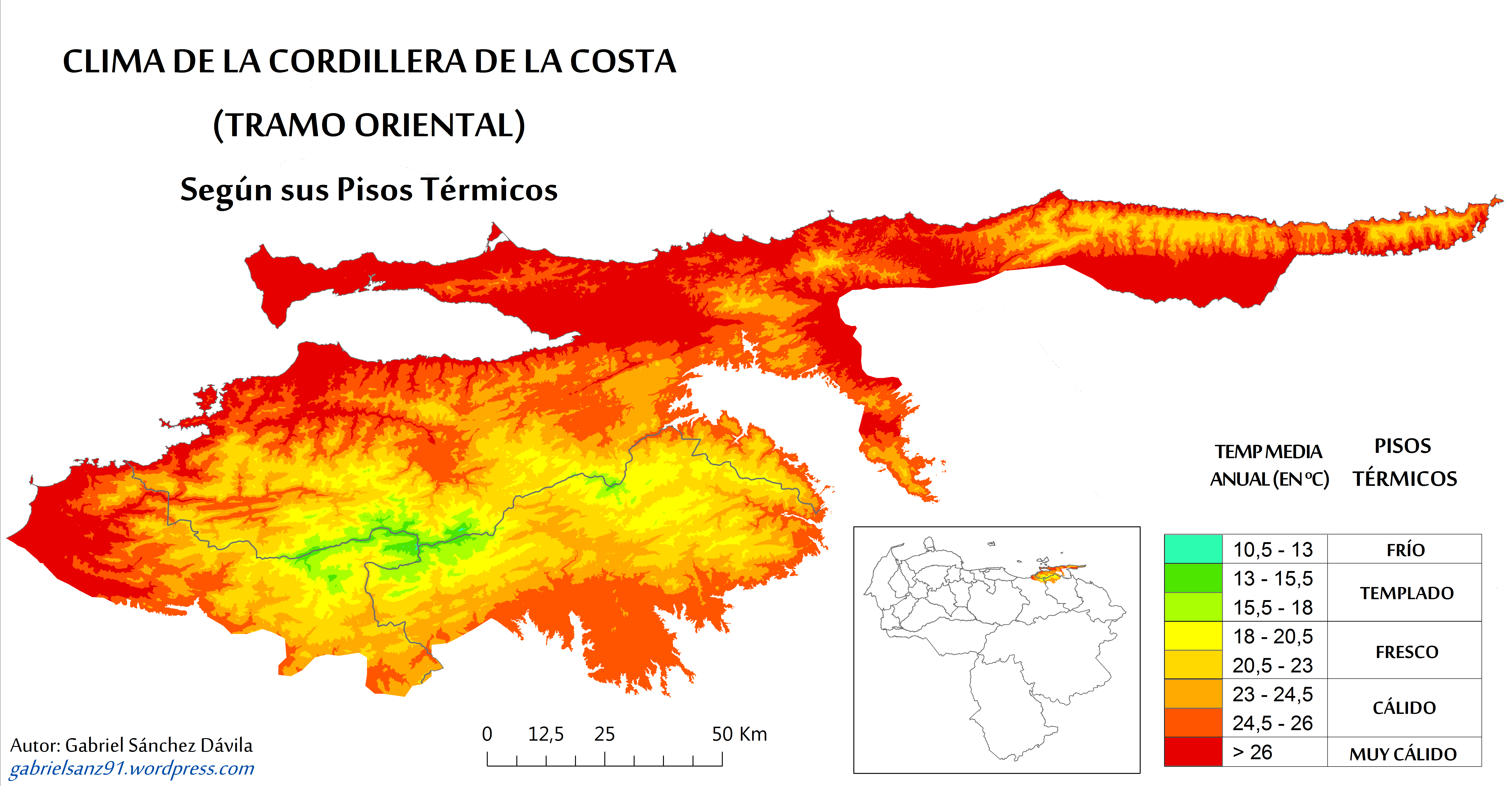
Cordillera de La Costa (sección oriental)
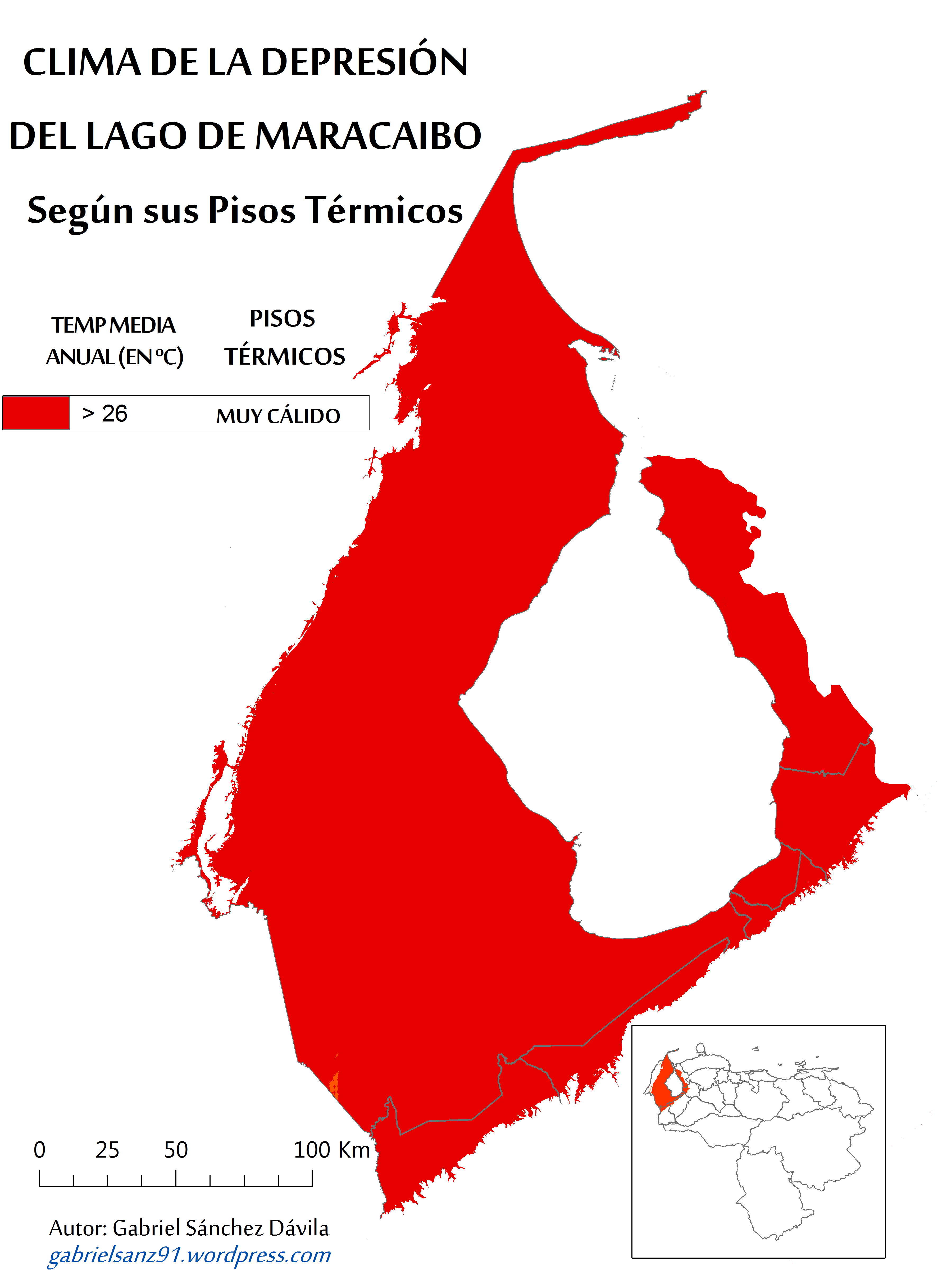
Depresión del Lago de Maracaibo)
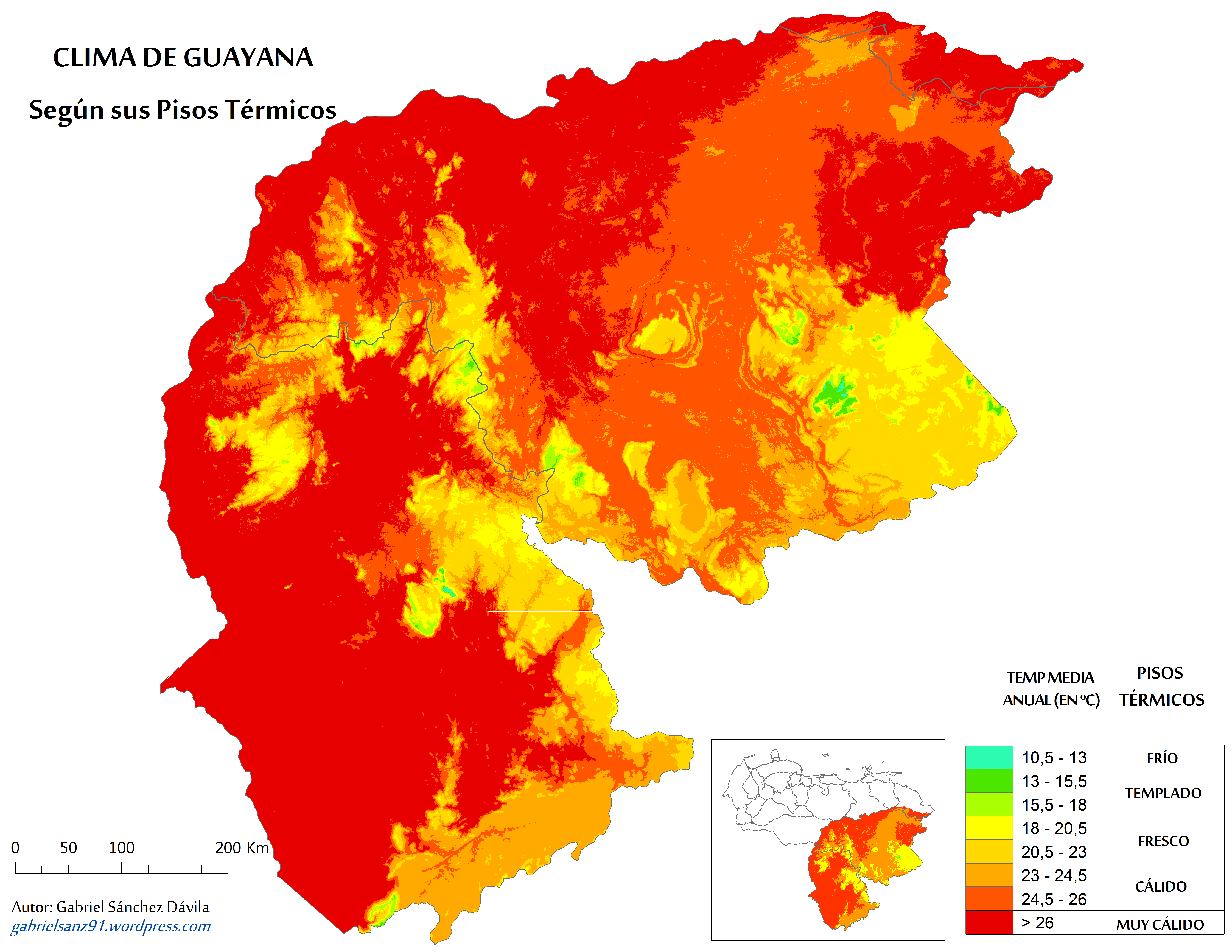
Guayana
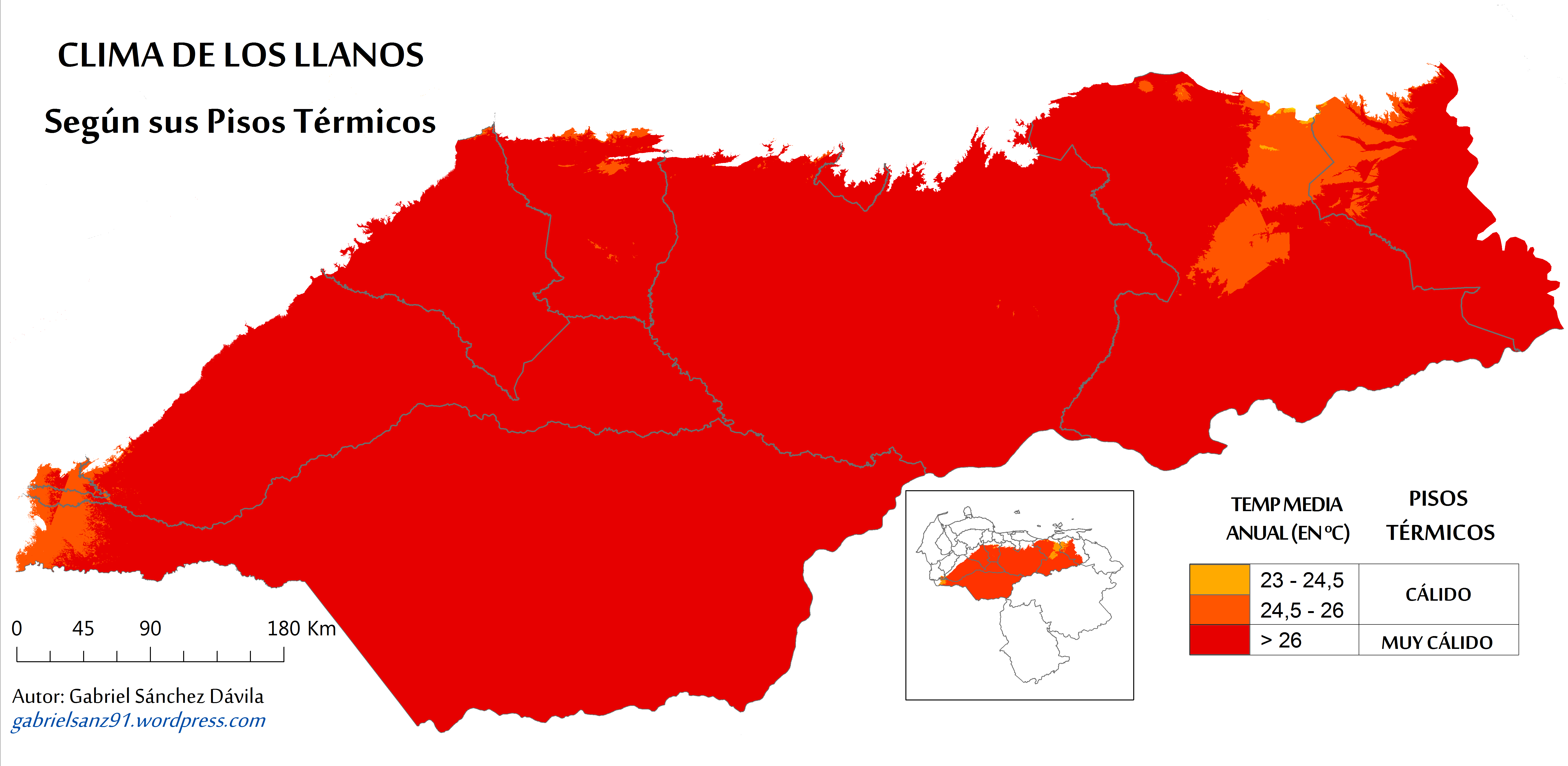
Los Llanos
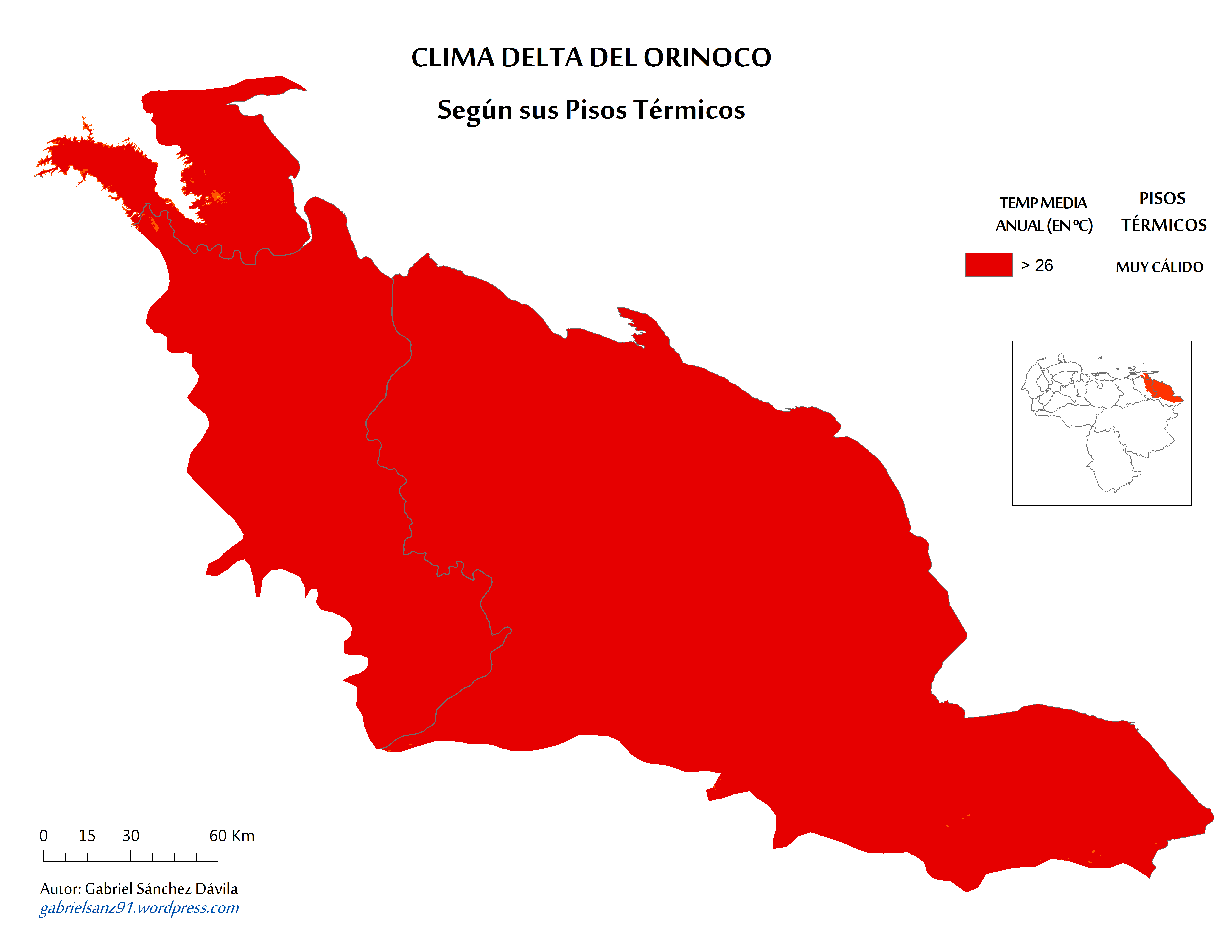
Delta del Orinoco
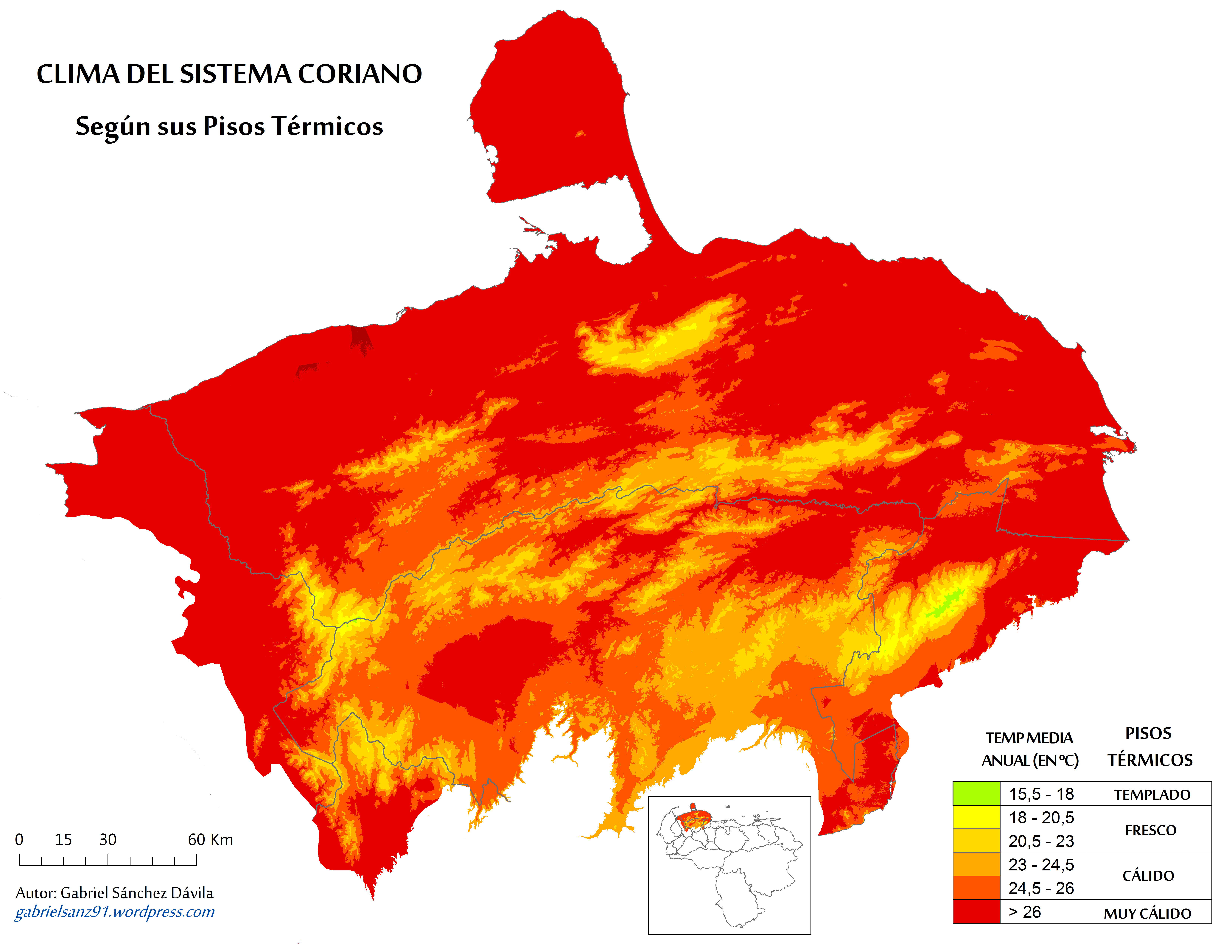
Sistema Coriano (Formación Lara-Falcón)

## Precipitaciones
Las precipitaciones ocurren mayormente en los meses de abril, mayo, junio, julio, agosto, septiembre y octubre aunque pueden suceder precipitaciones en los meses de enero o marzo en Ciudades húmedas como Puerto Ayacucho, Santa Elena De Uairen, Y en zonas altas como la sierra de Perijá.
A continuación se muestra una tabla de lluvias creada por la Institución de Meteorología de Venezuela.
A continuación se muestra una tabla de lluvias creada por la Institución de Meteorología de Venezuela.
| Parámetros climáticos promedio de Venezuela | Parámetros climáticos promedio de Venezuela | Parámetros climáticos promedio de Venezuela | Parámetros climáticos promedio de Venezuela | Parámetros climáticos promedio de Venezuela | Parámetros climáticos promedio de Venezuela | Parámetros climáticos promedio de Venezuela | Parámetros climáticos promedio de Venezuela | Parámetros climáticos promedio de Venezuela | Parámetros climáticos promedio de Venezuela | Parámetros climáticos promedio de Venezuela | Parámetros climáticos promedio de Venezuela | Parámetros climáticos promedio de Venezuela | Parámetros climáticos promedio de Venezuela |
| Mes                                         | Ene.                                        | Feb.                                        | Mar.                                        | Abr.                                        | May.                                        | Jun.                                        | Jul.                                        | Ago.                                        | Sep.                                        | Oct.                                        | Nov.                                        | Dic.                                        | Anual                                       |
| ------------------------------------------- | ------------------------------------------- | ------------------------------------------- | ------------------------------------------- | ------------------------------------------- | ------------------------------------------- | ------------------------------------------- | ------------------------------------------- | ------------------------------------------- | ------------------------------------------- | ------------------------------------------- | ------------------------------------------- | ------------------------------------------- | ------------------------------------------- |
| Lluvias (mm)                                | 38.7                                        | 35.5                                        | 33.2                                        | 42.9                                        | 99.9                                        | 230.8                                       | 300.9                                       | 400.9                                       | 345.9                                       | 100.8                                       | 87.8                                        | 40.7                                        | 1758                                        |
| [cita requerida]                            |                                             |                                             |                                             |                                             |                                             |                                             |                                             |                                             |                                             |                                             |                                             |                                             |                                             |

Según las precipitaciones se forman cuando los vientos alisios chocan con la Cordillera de Mérida y se pueden generar muchas tormentas eléctricas en el país especialmente en el Lago de Maracaibo donde los vientos alisios chocan con la cordillera de Mérida y la sierra de Perijá haciendo un efecto de gancho en el lago de Maracaibo, generando así lo que sería el Relámpago del Catatumbo.